# Siret
Siret (în germană Sereth, latină Civitas Sereth, în poloneză Seret, în maghiară Szeretvásár, în ucraineană Серет, în idiș סערעט) este un oraș în județul Suceava, Bucovina, România, format din localitățile componente Mănăstioara, Pădureni și Siret (reședința). La recensământul din anul 2011, localitatea avea o populație de 7.976 locuitori, fiind al unsprezecelea centru urban ca mărime al județului. Siret este unul dintre cele mai vechi orașe din România, care precede formarea statului feudal Moldova și a fost a doua capitală a Moldovei (după Baia), în a doua jumătate a secolului al XIV-lea. Orașul este cunoscut și ca un important punct de frontieră pe granița de nord a României, către Ucraina. Totodată, orașul este de asemenea cel mai vechi din regiunea istorică Bucovina..

## Geografie

### Localizare
Orașul Siret este situat în extremitatea nord-estică a județului Suceava, pe malul drept al râului Siret, în imediata apropiere de intrarea sa pe teritoriul României. Coordonatele geografice ale localității sunt 47° 57' latitudine nordică și 26° 4' longitudine estică.
Orașul se află la aproximativ jumătatea distanței dintre Cernăuți și Suceava, pe șoseaua europeană E85 (DN 2), la o distanță de 42 km de municipiul Suceava, reședința județului cu același nume, și 5 km de granița cu Ucraina.
Siret este un punct de tranzit, motiv pentru care s-a dezvoltat de timpuriu ca centru economic și comercial pe culoarul Siretului, pe drumul comercial care unea orașele dunărene de Lvov. După ce Marea Neagră s-a transformat la propriu într-un „lac turcesc”, vechile legături comerciale cu nordul Europei se sting, iar importanța Siretului scade semnificativ, lucru care duce la o decădere a acestuia.
În afară de magistrala rutieră E85, Siretul mai este accesibil și pe următoarele rute: Suceava – Calafindești (DJ 209D), dinspre Rădăuți prin Dornești (DN 17A), dinspre Dorohoi prin Dersca (DJ 291B) sau Vârfu Câmpului (DN 29A/DN 29C). În localitate se poate ajunge cu trenul, pe linia Dornești – Siret dată în folosință în anul 1976.
Siret se învecinează cu Ucraina (la nord), cu comuna Mihăileni din județul Botoșani (la est), cu comunele Grămești, Bălcăuți și Dornești (la sud) și cu comuna Mușenița din județul Suceava (la vest). Suprafața teritoriului localității este de 4337,96 hectare. Orașul Siret administrează două sate: Mănăstioara și Pădureni.

### Relief și soluri
Orașul se află în regiunea extracarpatică a Bucovinei, într-o zonă de deal și podiș, în partea de nord a podișului Dragomirnei, cu o înălțime medie de 450 m și aspect vălurit. Solurile sunt în principal cernoziomuri levigate și argiloiluviale brune și podzolice, pretabile agriculturii intensive, iar, pe malurile râurilor, aluviale. Înspre râul Siret, care străbate orașul pe mai mult de 8 km, se constată fenomene de eroziune. În dreptul orașului, râul are pe malul stâng o vale foarte largă, de circa 4 km, prielnică agriculturii. În acest scop, s-au realizat lucrări de hidroameliorații. La est de oraș, pe cursul râului Siret a fost amenajat la sfârșitul anilor '80 lacul de acumulare Rogojești. Este închis de un baraj de pământ omogen, prevăzut cu un evacuator de beton tip stăvilar. Suprafața sa este de 850 hectare, iar adâncimea maximă atinge 8 m.

### Climă
Clima zonei este una temperat-continentală. Media anuală de temperatură este de 8 °C. Cea mai călduroasă lună este iulie (medie: 22 °C; maxima absolută: 38 °C la 8 iulie 1962), iar cea mai rece este ianuarie (minima absolută: -39,5 °C la 8 ianuarie 1958). Prin Siret trec mai mult de jumătate din an curenții de nord ai anticiclonului euroasiatic, iar iarna crivățul atinge viteze de peste 100 km/h. Comparativ, vara vântul bate mai puțin de 50% din timp, iar iarna mai mult de 70%, mai ales sub formă de crivăț. Precipitațiile sunt maxime în luna iunie (50% din cantitatea anuală de 500-600 l/m²) și minime în luna februarie și se manifestă sub formă de averse vara și sub formă de „ploi mocănești” toamna.

### Floră și faună
În general, flora din jurul orașului a fost sacrificată pentru agricultură. Răzleț se întâlnesc pâlcuri de foioase, în special făgete, iar pe malurile râurilor – sălcii, plopi și arini. Diverse specii de flori de câmp sunt ocrotite de lege. În oraș se găsește un exemplar din arborele pagodelor. Fauna locală constă din rozătoare de câmp, vulpi, mistreți și diferite păsări. În râul Siret, dar mai ales în acumularea Rogojești, se găsesc diverși pești (crap, biban, știucă, morun, clean, mreană, lin, oblete, caras, babușcă etc.)

## Demografie
Componența etnică a orașului Siret
     Români (82,99%)
     Ucraineni (1,19%)
     Alte etnii (1,4%)
     Necunoscută (14,42%)
Componența confesională a orașului Siret
     Ortodocși (73,78%)
     Romano-catolici (5,1%)
     Penticostali (2,25%)
     Greco-catolici (1,85%)
     Alte religii (1,68%)
     Necunoscută (15,34%)
Conform recensământului efectuat în 2021, populația orașului Siret se ridică la 6.708 locuitori, în scădere față de recensământul anterior din 2011, când fuseseră înregistrați 7.976 de locuitori. Majoritatea locuitorilor sunt români (82,99%), cu o minoritate de ucraineni (1,19%), iar pentru 14,42% nu se cunoaște apartenența etnică. Din punct de vedere confesional, majoritatea locuitorilor sunt ortodocși (73,78%), cu minorități de romano-catolici (5,1%), penticostali (2,25%) și greco-catolici (1,85%), iar pentru 15,34% nu se cunoaște apartenența confesională.
Date: Recensăminte sau birourile de statistică - grafică realizată de Wikipedia

### Recensământul din 1930
Componența etnică a orașului Siret
     Români (43,43%)
     Germani (16,72%)
     Evrei (21,25%)
     Ruteni (10,2%)
     Polonezi (3,03%)
     Ruși (4,66%)
     Altă etnie (0,71%)
Componența confesională a orașului Siret
     Ortodocși (51,42%)
     Romano-catolici (19,17%)
     Mozaici (21,41%)
     Evanghelici\Luterani (1,17%)
     Greco-catolici (6,08%)
     Altă religie (0,75%)
Conform recensământului efectuat în 1930, populația orașului Siret se ridica la 9.905 locuitori. Majoritatea locuitorilor erau români (43,43%), cu o minoritate de germani (16,72%), una de evrei (21,25%), una de ruteni (10,20%), una de polonezi (3,03%) și una de ruși (4,66%). Alte persoane s-au declarat: maghiari (6 persoane), bulgari (1 persoană) și cehi/slovaci (10 persoane). Din punct de vedere confesional, majoritatea locuitorilor erau ortodocși (51,42%), dar existau și romano-catolici (19,17%), mozaici (21,41%), evanghelici\luterani (1,17%) și greco-catolici (6,08%). Alte persoane au declarat: armeano-gregorieni (1 persoană), adventiști (3 persoane), baptiști (22 persoane), unitarieni (1 persoană), altă religie (21 persoane), iar 24 de persoane nu au declarat religia.

## Politică și administrație
Orașul Siret este administrat de un primar și un consiliu local compus din 15 consilieri. Primarul, Adrian Popoiu[*], de la Partidul Național Liberal, este în funcție din 2008. Începând cu alegerile locale din 2024, consiliul local are următoarea componență pe partide politice:
|  | Partid                           | Consilieri | Componența Consiliului | Componența Consiliului | Componența Consiliului | Componența Consiliului | Componența Consiliului | Componența Consiliului | Componența Consiliului | Componența Consiliului |
|  | -------------------------------- | ---------- | ---------------------- | ---------------------- | ---------------------- | ---------------------- | ---------------------- | ---------------------- | ---------------------- | ---------------------- |
|  | Partidul Național Liberal        | 8          |                        |                        |                        |                        |                        |                        |                        |                        |
|  | Partidul Social Democrat         | 4          |                        |                        |                        |                        |                        |                        |                        |                        |
|  | Alianța pentru Unirea Românilor  | 2          |                        |                        |                        |                        |                        |                        |                        |                        |
|  | Uniunea Ucrainenilor din România | 1          |                        |                        |                        |                        |                        |                        |                        |                        |

## Istoric

### Evoluție istorică

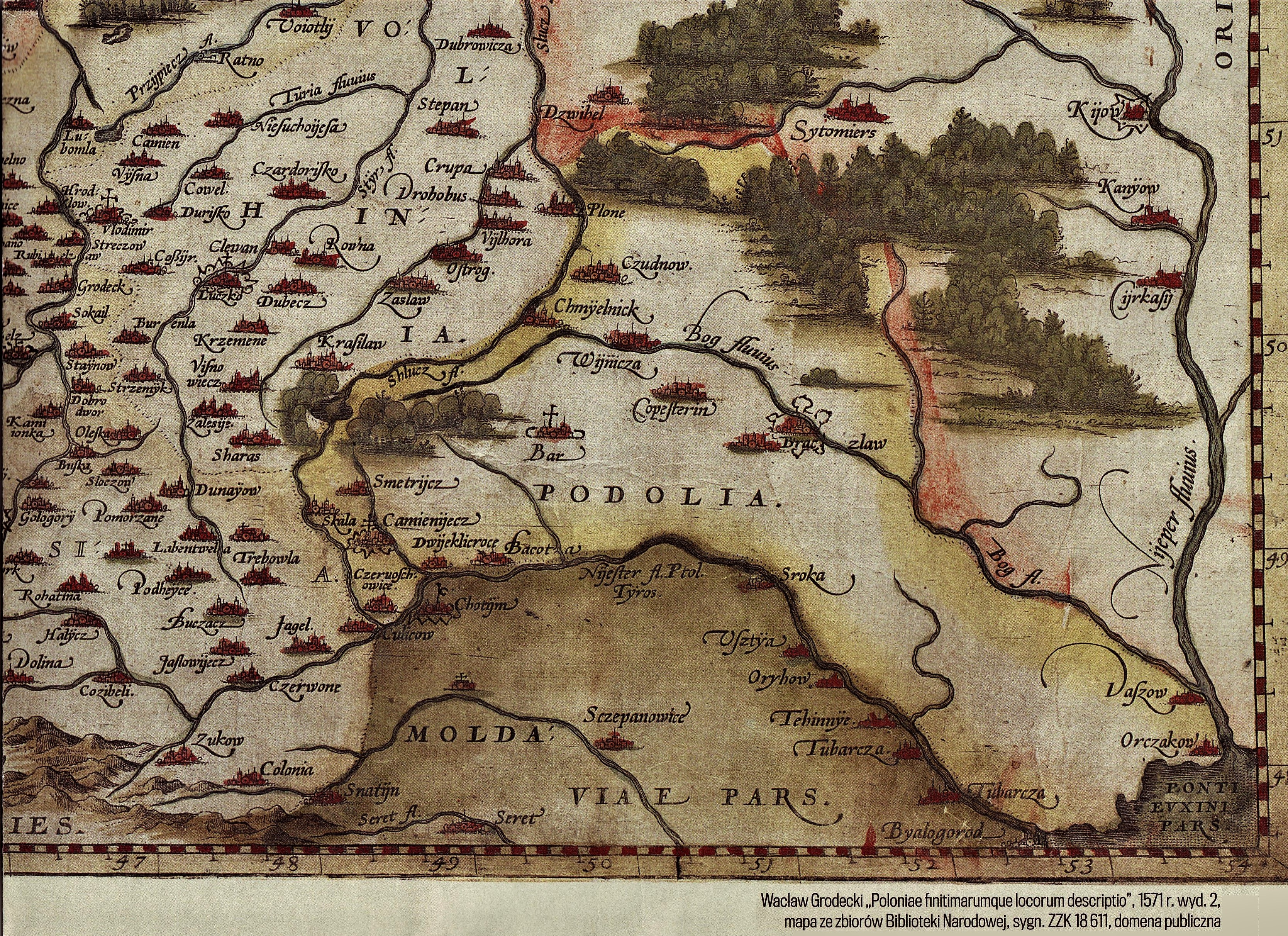
Orașul pe harta Wacława Grodeckiego, Poloniae finitimarumgue locarum descriptio

În urma cercetărilor arheologice efectuate în perimetrul urban al localității Siret s-au descoperit dovezi de locuire permanentă începând din neolitic. Numărul de locuințe identificate precum și alte vestigii arheologice au dus la concluzia că în această zonă a existat permanent o localitate cu un număr semnificativ de locuitori. Din păcate însă nu există dovezi scrise referitoare la această localitate și locuitorii săi.
În perioada 1211-1225, pe unul din dealurile de lângă Siret a fost înălțată o fortăreață de către Ordinul Cavalerilor Teutoni. Data exactă nu se știe dar informația apare în „Dicționarul geografic al Regatului Poloniei și al altor state slave” editat în 1880 la Varșovia. Conform aceluiași dicționar, în anul 1241 a avut loc distrugerea de către tătari a orașului Siret și a castelului teuton.
În 1326 este menționată existența la Siret a unei mănăstiri franciscane cu hramul Trupul Domnului, în care sunt înmormântați probabil în același an doi călugări franciscani polonezi uciși de lituanieni. În 1334, într-o corespondență a călugărilor franciscani este amintită o mănăstire a acestora situată în orașul Siret (Civitas Sereth).

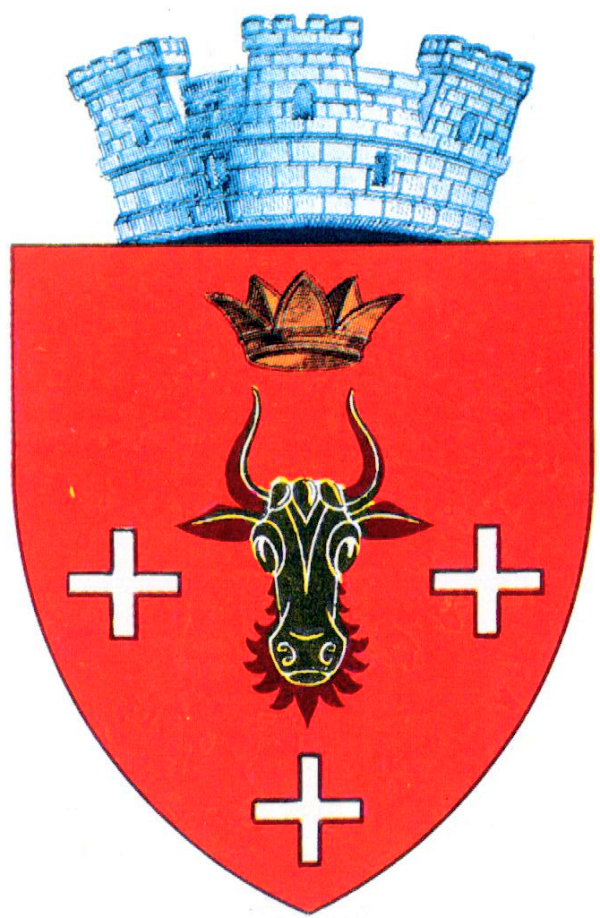
Stema orașului în perioada interbelică

Prima atestare documentară a localității Siret datează din anul 1339, în portulanul lui Angelio Dulcert. Conform altor surse istorice 15 iunie 1340 este data primei atestări documentare a Siretului. Într-o scrisoare a călugărilor dominicani către papă din 1340 este descris orașul Siret ca fiind capitala unui mic ducat numit Valachia. Acest document dovedește faptul că orașul Siret a fost capitala principilor locali încă dinainte de înființarea statului medieval Moldova și în același timp justifică alegerea primilor principi ai Moldovei de a-și stabili tot aici capitala. De asemenea, se poate spune că Siretul este primul centru urban medieval din Moldova.
În 1351 regele Ungariei Ludovic de Anjou încheie la Siret un tratat cu ducele Lituaniei. Prin acest tratat sunt definite granițele principatului Moldova, granițe care se vor păstra sute de ani. Între 1354-1358 Siret este capitala Moldovei, în timpul domniei principelui Sas Vodă.
În 1358 este finalizată construcția Bisericii Sfânta Treime care a servit ca biserică a curții princiare. Această biserică s-a păstrat în forma ei inițială până în zilele noastre și este și în prezent funcțională, deservind o parohie ortodoxă din Siret. Din 1370 a fost probabil biserică episcopală ortodoxă, atât timp cât capitala Moldovei a fost în orașul Siret. Biserica Sfânta Treime a servit ca model arhitectural pentru lăcașurile de cult ortodoxe construite în principatul Moldova în următorii 150 de ani. Această biserică este inclusă în patrimoniul național.
În perioada 1359-1365 Siretul este capitala Moldovei, în timpul domniei principelui Bogdan I. Între 1365-1373, orașul este capitală a Moldovei, în timpul domniei principelui Lațcu Vodă. În 1370 se termina construcția Bisericii Sfântul Ioan Botezătorul, lucrările fiind finanțate de principesa Margareta Mușata, mama princepului Petru I Mușat. Biserica a funcționat ca biserică episcopală romano-catolică din 1371. Biserica nu s-a păstrat în forma inițială, suferind o serie de modificări arhitectuare astfel încât astăzi păstrează cu mici modificări aspectul căpătat în urma lucrărilor din anul 1673. Biserica este funcțională și în prezent și deservește o parohie ortodoxă locală.
În 1371 este înființată Episcopia Romano-Catolică de Siret, prima episcopie ecumenică romano-catolică din Moldova. Episcop este numit Andrei de Cracovia, confesor al reginei Elisabeta de Ungaria, sora regelui Cazimir al Poloniei. În același an apare pe lângă mănăstirea franciscană o școală cu predare în limba latină, prima școală înființată în principatul Moldova.
În 1373 este înființată pe lângă mănăstirea dominicană o nouă școală cu predare în limba latină. Între 1375-1391 Moldova este condusă de Petru I Mușat, care până în 1388 a păstrat capitala la Siret. Petru Mușat bate în 1377 prima monedă din istoria principatului Moldova, iar monetăria funcționa la Siret. În 1380 apare o bibliotecă pe lângă mănăstirea franciscană, prima bibliotecă din principatul Moldova. Biblioteca a funcționat până în anul 1573 când a fost desființată din ordinul principelui Ioan Vodă cel Cumplit. Unele izvoare istorice afirmă că această bibliotecă ar fi fost dusă în 1575 în Iași de logofătul Ion Golia.
În anul 1388 Petru Mușat mută capitala Moldovei de la Siret la Suceava și tot atunci Siret devine domeniu al soțiilor de principi.
În 1391 este depus la Biserica Romano-Catolică din Siret un corporaliu făcător de minuni, transformând localitatea într-un important centru de pelerinaj atât pentru credincioșii romano-catolici cât și pentru cei ortodocși.
Din 1395 încep să fie înființate școli pe lângă bisericile ortodoxe din Siret. În 1401 orașul este amintit ca reședință episcopală a armenilor, informație contestată de unii istorici. Siretul avea în vremea respectivă o puternică comunitate armeană întemeiată în timpul migrației armenilor din 1319 sau chiar cea din 1239. În anul 1352 este menționată o puternică colonie armeană care este foarte posibil să fi existat în Siret deoarece aici era capitala principilor locali.

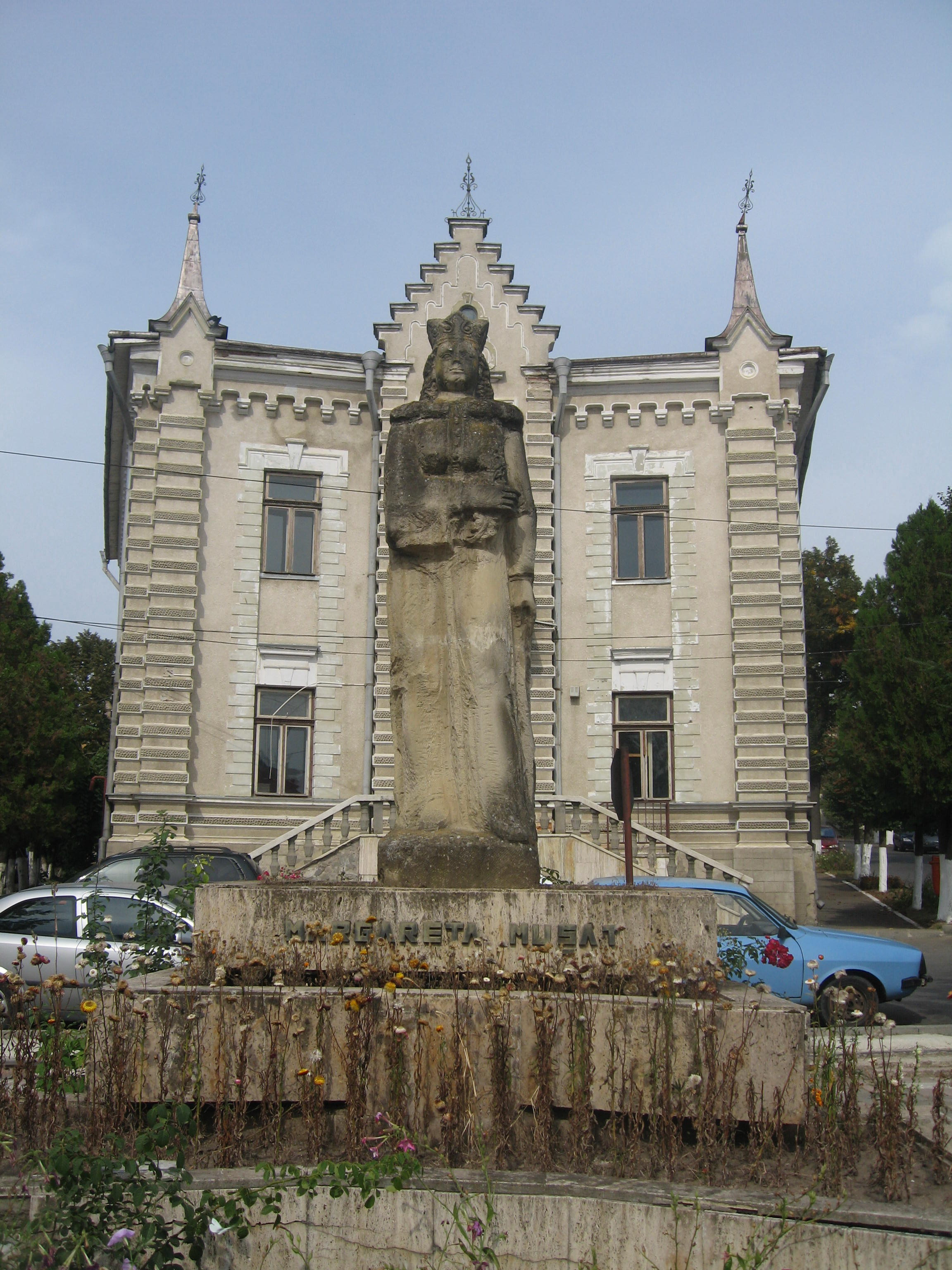
Statuia Margaretei Mușat din Siret

În 1407 Alexandru cel Bun oferă scutire de impozite pentru negustorii armeni care doresc să se stabilească în Moldova, rezultatul fiind stabilirea a numeroase familii armene la Siret și Suceava. Orașul Siret era în acele timpuri un important centru comercial pe drumul ce lega Marea Neagră de Marea Baltică. Siretul cu toate veniturile sale este dăruit de Alexandru cel Bun fostei sale soții Doamna Ringala în 1421.
În 1445 Ștefan al II-lea al Moldovei semnează la Siret un tratat de omagiu și credință cu Coroana Poloneză. În 1453 Alexăndrel principe al Moldovei semnează la Siret un tratat de alianță cu Cazimir al IV-lea, regele Poloniei. În 1457 este înscăunat un nou episcop de Lvov căruia i se pune sub jurisdicție și parohia și comunitatea armeană din Siret. Existența unei puternice colonii a armenilor în Siret confirmă că orașul își păstrează statutul de important centru comercial.
Ștefan cel Mare dăruiește în anul 1473 Mănăstirii Putna venitul morilor sale din orașul Siret. În 1551 Minas din Tokat, secretar episcopului armean din Liov, a vizitat nordul Moldovei după care a scris un poem în care vorbește despre existența bisericilor armenești din Siret, Suceava și alte localități, precum și despre persecuțiile la care erau supuși uneori aceștia. În acea perioadă Moldova era instabilă din punct de vedere politic, domniile principilor fiind foarte scurte. Unii dintre principi au fost ostili armenilor, alții în schimb i-au sprijinit.
În perioada 1632-1639 călugărul italian Nicolo Barsi vizitează Moldova și în scrierile sale amintește că a vizitat orașul Siret în care se află o foarte frumoasă mănăstire dominicană cu hramul Sfântul Ioan Botezătorul. Această mănăstire avea în grădină un izvor făcător de minuni și era un important centru de pelerinaj în zonă.
În 1673 Ștefan Petriceicu, voievod al Moldovei, construiește Biserica Sfântul Onufrie, care din punct de vedere arhitectonic seamănă cu Mănăstirea Putna. Biserica este înălțată pe locul unei alte biserici mai mici construită în 1560 de un preot local. La 1684 localitatea Siret avea statutul de oraș.
În 1730 este construită Biserica Sfântul Dumitru din cartierul Ruși de o familie locală numită Sbiera. Biserica a fost extinsă în 1909 și este funcțională și în prezent, deservind cimitirul ortodox.
Din perioada 1600-1750 datează probabil cimitirul evreiesc vechi, unul dintre cele mai vechi cimitire evreiești din Europa. Vechimea acestuia nu este stabilită cu exactitate. În 1763 este menționată activitatea unor învățători care își desfășurau activitatea într-o școală înființată pe lângă Mănăstirea Sfântul Onufrie.
În anul 1770 orașul este ocupat de armatele rusești care aduc cu ele o puternică molimă de holeră, care are ca efect moartea sau la plecarea din localitate a majorității locuitorilor. La recensământul din 1775 s-a consemnat că în Siret mai trăiau doar 72 de familii.
În 1775 orașul Siret împreună cu regiunea geografică cunoscută sub denumirea de Bucovina este încorporat în Imperiul Habsburgic.> Este încurajată emigrația în această regiune astfel încât în Siret se stabilesc mulți germani și evrei. În 1777 locuitorii orașului Siret depun jurământul de credință față de Imperiul Austriac.
În 1781 se înființează la Siret o școală primară germană de băieți și fete, iar un an mai târziu este înființată Comisia pentru delimitarea proprietăților din orașul Siret. Comisii asemănătoare au apărut în toată Bucovina și pe baza activității acestora a fost elaborată în timp o evidență corectă a tuturor proprietăților din această regiune până la cel de-al Doilea Război Mondial.
În anul 1786 Siret devine reședință de județ și administrează un teritoriu care cuprinde localitatea Siret și 35 de sate. În același an, în urma unui recensământ s-a stabilit că orașul număra 1.800 de locuitori, majoritatea emigranți stabiliți în Siret. În acest mod populația orașului începe să se refacă după dezastrul provocat de epidemia de holeră din 1770.
În 1795 este pusă în funcțiune fabrica de bere a lui Menard Beil. În 1826 este finalizată construcția Bisericii Romano-Catolice din Siret. În 1828 este construită primăria veche, clădire care există și în momentul de față și unde funcționează o policlinică. În 1840 este construit Templul Mare evreiesc, loc unde a funcționat o școala hasidică.
În anul 1849 este instituit Ducatul Bucovinei ca parte a Imperiului Austriac. În acest fel, Bucovina capătă o largă autonomie și se poate autoguverna. În 1863 căpitanul austriac Joseph von Gutter, localnic, contribuie la apariția Societății muzeului din Siret, o societate de istorie și arheologie.
În urma unui recensământ, în 1869, orașul Siret număra 6.484 de locuitori, dintre care: 30% români, 28% evrei, 25% germani și 16% ucraineni. Este menționată existența „Clubului Român” (1870) care avea o secție literară, una muzicală și o sală de lectură. În 1871, Societatea muzeului din Siret realizează prima colecție arheologică din Bucovina. Această colecție a fost donată Muzeului Țării de la Cernăuți.

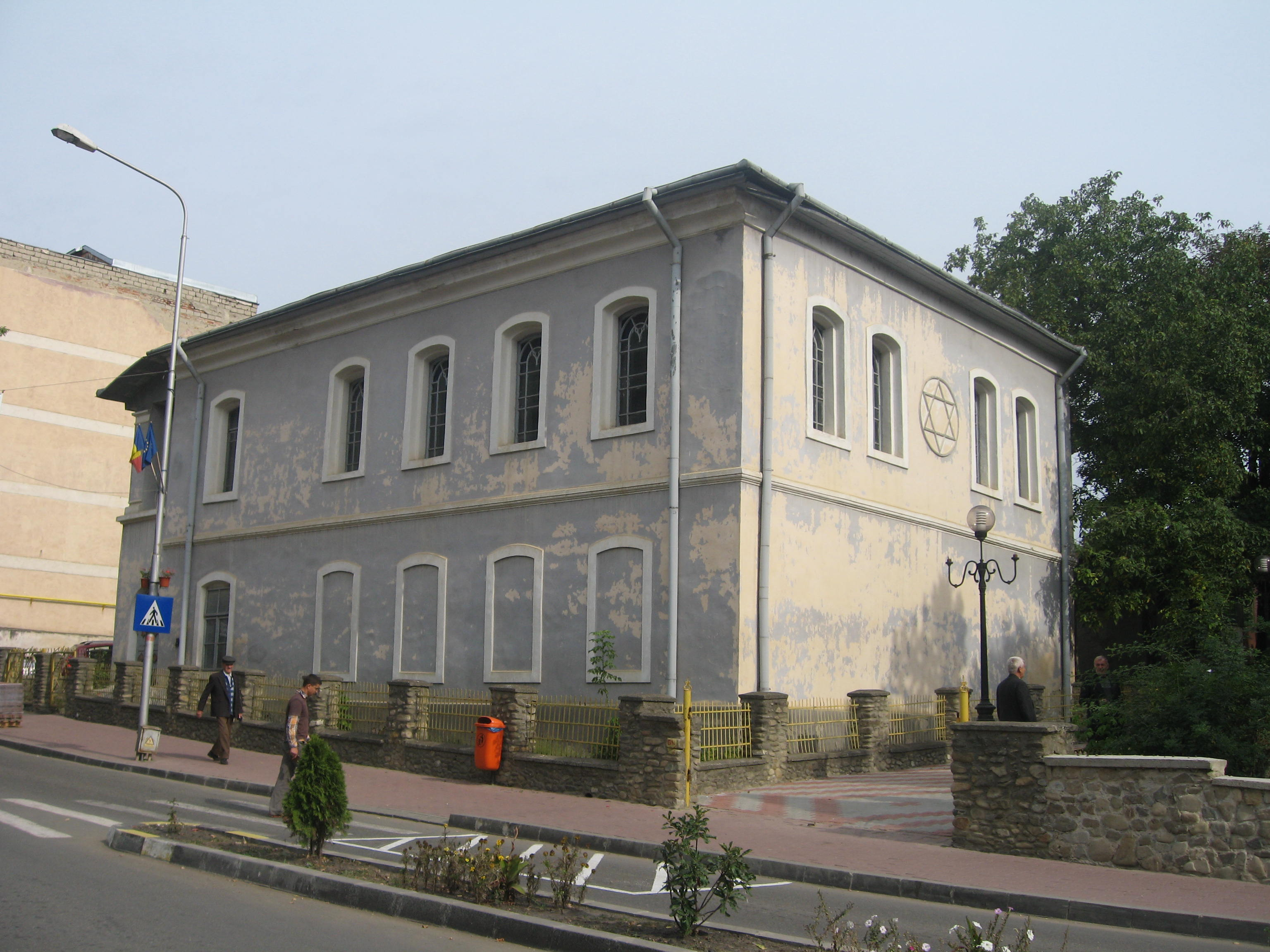
Templul Mare din Siret

În 1876 este dată în folosință clădirea școlii din Siret. Și în momentul de față în această clădire își desfășoară activitatea o școală. Între 1862-1887 apar în localitate patru brutării, un abator și o moară. La sfârșitul secolului al XIX-lea sunt date în folosință o fabrică de prelucrare a pieilor, o fabrică de spirt din cartofi și cereale, o fabrică de cremă de ghete, o fabrică de săpun de rufe, săpun de față, lumânări și cleiuri, o fabrică de lichioruri, patru cărămidării și un atelier de olărie.
În 1893 în Siret sosește un mare grup de emigranți polonezi din Rusia. Guvernul rus le-a solicitat polonezilor să părăsească regiunile locuite în Ucraina, oferindu-le în schimb terenuri în Siberia. În total în Siret s-au așezat 52 de familii, numărând 315 persoane. În acea perioadă prefectul districtului Siret era un etnic polonez ceea ce le-a ușurat emigranților stabilirea în orașul bucovinean.
În 1896 este dată în folosință o mică rafinărie de petrol, proprietatea unui cetățean numit Kraft. Doi ani mai târziu este deschisă Gara Siret. În 1905 este construit un edificiu în care a funcționat Judecătoria Siret. Clădirea există și în prezent, în ea funcționând Spitalul Orășenesc Siret. În 1907 este dată în folosință uzina de apă. În 1908 este ridicată o clădire în care a funcționat prefectura. Clădirea există și astăzi, ea adăpostind Spitalul de Psihiatrie Siret. În același an, în oraș este deschisă Biserica Greco-Catolică, iar în 1910 este dată în folosință uzina electrică.
Anul 1913 marchează apariția la Siret a Societății muzicale „Tudor Flondor”, care în același an organizează și primul concert. Între 1914-1917 linia frontului între armatele austriece și cele rusești trece pe la periferia orașului Siret, fapt care afectează foarte mult localitatea. Linia pe unde a fost frontul este vizibilă și astăzi în unele locuri. În 1917-1918 orașul este ocupat de trupele rusești, care în momentul retragerii jefuiesc Siretul. În martie 1918 în oraș au intrat trupele austriece, iar în noiembrie trupele românești. Ca urmare a capitulării armatei austriece exista pericolul ca această regiune să fie ocupată de ruși. Astfel, tot în noiembrie 1918, trei delegați din Siret participă la Congresul General al Bucovinei care hotărăște reîntoarcerea acestei regiuni în granițele României. În 1919 reprezentanții comunităților evreiești și germane din Siret recunosc unirea Bucovinei cu România.
În anul 1930 situația pe plan economico-social a orașului Siret se prezintă astfel: localitatea are 7.397 de locuitori, industria este reprezentată de două mori cu aburi, o fabrică de bere, o tăbăcărie, patru fabrici de cărămizi, ateliere de dogărie și curelărie, există un liceu de băieți, două școli primare și două grădinițe de copii, un cinematograf, două bănci (Banca Comercială Sireteană și Banca Gospodarilor), trei biserici ortodoxe, o biserică greco-catolică, o biserică romano-catolică, o biserică evanghelico-luterană, două sinagogi, șapte case de rugăciune evreiești, o casă de rugăciune a creștinilor după Evanghelie, un protopopiat ortodox. De asemenea orașul dispune de gară, primărie, prefectură, judecătorie de ocol, percepție fiscală, serviciu sanitar, serviciu veterinar, notar public, poliție, oficiu poștal, oficiu telefonic. În Siret mai funcționează o societate agricolă și o societatea apicolă, spitalul comunal, dispensarul „Principele Mircea”, casa de asigurări sociale, filiala „Crucea Roșie”, Societatea doamnelor izraelite, Societatea doamnelor germane, o societate de binefacere evreiască.
Între anii 1934-1936 este construită Biserica evanghelică, care funcționează și în prezent, dar ca biserică ortodoxă deoarece nu mai există credincioși evanghelici în oraș. La data de 28 iunie 1940, în urma unui ultimatum adresat de Rusia, România își retrage armata și administrația din nordul provinciei Bucovina, iar granița dintre cele două state este stabilită în apropierea orașului Siret, loc în care se află și astăzi. În zilele următoare 200.000 de persoane din nordul Bucovinei s-au refugiat în România.
După înființarea Republicii Populare Române, orașul Siret este inclus în programele de dezvoltare ale statului socialist. Sunt construite cartiere de blocuri după standardele comuniste și sunt înființate fabrici cu activitate preponderent în industria textilă și alimentară. După Revoluția din decembrie 1989, pentru Siret urmează o perioadă dificilă din punct de vedere economic. Toate fabricile construite în perioada comunistă își închid porțile în decursul câtorva ani. Începând cu anul 2000 orașul începe să se revigoreze economic ca urmare a sosirii unor investitori străini în zonă. Cea mai importantă fabrică este deschisă de firma Swedwood, parte a concernului IKEA. Pe lângă această firmă mai există oameni de afaceri englezi, portughezi și italieni care desfășoară activități economice în zonă.
În 2008 se închide fabrica de prelucrare a lemnului Sweedwood și întreg personalul este concediat. Situația economică a Siretului este din nou una deosebit de precară. O secție a fabricii se vinde, dar sunt angajate în jur de 20 de persoane. Din investitorii străini au mai rămas doar trei. În prezent, în Siret mai funcționează Spitalul orășenesc, Spitalul de psihiatrie cronici și Azilul de bătrâni, Școala generală, Colegiul Tehnic „Lațcu Vodă”, Politia orașului, Punctul de trecere vamal, Pompierii, Consiliul și câteva magazine. În 2009 se redeschide fabrica de prelucrare a lemnului Sweedwood și personalul este astfel reangajat.

### Etimologia denumirii
Există mai multe teorii cu privire la originea numelui Siret:
- filologul Vasile Bogrea consideră că este derivat din slavul sred ("mijloc", "inimă");
- C. Diculescu îi atribuie originea în cuvântul săret ("sare multă");
- istoricul Vasile Pârvan îl consideră de sorginte scitică, anume čarant ("repede");
- Nicolae Stoicescu îi atribuie o origine ilirică;
- Constantin C. Giurescu și Ilie Dan consideră că Siret provine din limba geto-dacă, ultimul propunând forma reconstituită Seretos, cu înțelesul „apă curgătoare”.

## Personalități
- Teodor V. Ștefanelli (1849 - 1920), istoric, scriitor , membru titular (1910) al Academiei Române.
- Mihai Teliman (1863 - 1902), ziarist, scriitor, declarat post-mortem cetățean de onoare al orașului Siret (2000);
- Antin Varivoda (1869 - 1936), colonel, ucrainean;
- Karl Schenker (1886 - 1954), fotograf, pictor englez;
- Elias Eliah Weinstein (1888 - 1965), publicist evreu de limbă germană, sionist;
- Isidor Toniuc (1912 - 1998), preot greco-catolic, vicar general;
- Victorin Ursache (1912 - 2001), arhiepiscop ortodox al românilor din Statele Unite ale Americii și Canada (1966-2001). A fost declarat cetățean de onoare al orașului Siret (1999);
- Yehuda Shaari (1920 - 1997), om politic, israelian;
- Yitzhak Artzi (1920 - 2003), om politic israelian, care a îndeplinit funcțiile de primar-adjunct (1974-1979) și apoi de viceprimar (1979-1983) al orașului Tel Aviv, deputat în Knesset (1984-1988), președinte al Organizației Mondiale a Evreilor Bucovineni. A fost declarat cetățean de onoare al orașului Siret (2000).
- Elisabeth Axmann (1926 - 2015), scriitoare originară din Siret;
- Edgar Hilsenrath (1926 - 2018), scriitor evreu-german care a trăit la Berlin. Principalele sale lucrări literare sunt: Noapte (1964), Nazistul și frizerul (1977) și Povestea gândului de pe urmă (1989). În încercarea de a scăpa de persecuția nazistă, a locuit între anii 1938 și 1941 în casa bunicilor săi din Siret.
- Tiberiu-Aurelian Prodan (n. 1954), senator;
- Haralambie Dumitras (n. 11 februarie 1960) – jucător de rugby; 47 de selecționări în echipa națională a României, căpitan al echipei naționale a României în 13 meciuri, 2 participări la Cupa Mondială de Rugby. În prezent este antrenorul echipei naționale a României. A jucat și a antrenat în România și în Franța.
- Elisabeta Lipă (n. 1964), canotoare, medaliată de 8 ori la șase ediții ale Jocurilor Olimpice (5 medalii de aur, 2 de argint și 1 de bronz). În prezent, este președinte al Federației Române de Canotaj și președinte al Clubului Sportiv "Dinamo București". A fost declarată cetățean de onoare al orașului Siret (2008).
- Viorel Șotropa (1968 - 1993), schior de fond;
- Sorin Haraga (n. 1968), fotbalist, antrenor;
- Viviana Iuliana Bejinariu (n. 1994), canotoare;
- Mugurel Semciuc (n. 1998), canotor.

## Obiective turistice
- Biserica "Sfânta Treime" din Siret – construită de Sas Vodă în perioada 1354-1358, fiind considerată una dintre cele mai vechi biserici de piatră din Moldova și prima construită după planul triconc, de tip bizantin.
- Biserica "Nașterea Sfântului Ioan Botezătorul" din Siret – construită în jurul anului 1370 de domnița Margareta Mușata (mama voievodului Petru I Mușat) și refăcută în jurul anului 1673, în timpul domniei voievodului Ștefan Petriceicu. În curtea bisericii se află amplasat bustul lui Simion Florea Marian (1847-1907).
- Biserica "Sfântul Onufrie" din Mănăstioara-Siret – construită în anul 1673, în timpul domniei voievodului Ștefan Petriceicu, în satul Mănăstioara (astăzi parte componentă a orașului Siret).
- Biserica romano-catolică "Nașterea Sfintei Fecioare Maria" din Siret – construită în perioada 1816-1824 de comunitatea romano-catolică din Siret.
- Biserica greco-catolică "Schimbarea la Față" din Siret – construită în anul 1908 de comunitatea greco-catolică din Siret.
- Biserica "Sfinții Împărați Constantin și Elena" – construită în perioada 1934-1936 ca biserică evanghelică, în prezent este folosită de comunitatea ortodoxă din Siret.
- Biserica de lemn "Sfântul Dumitru-Sbierenilor" din Mănăstioara – construită în jurul anului 1730 de Ioan Sbiera în satul Mănăstioara (astăzi parte componentă a orașului Siret).
- Templul Mare din Siret – lăcaș de cult evreiesc construit în anul 1840, fiind unul dintre templele vechi din nordul Moldovei.
- Hanul din Siret – construit la sfârșitul secolului al XIX-lea.
- Fosta Primărie Siret, azi sediul Băncii Comerciale Române – construită în anul 1826.
- Școala generală „Margareta Mușat” din Siret – construită în anul 1875.
- Gara veche din Siret – construită în anul 1898, în prezent autogară.
- Spitalul orășenesc – construit în perioada austriacă.
- Casa lui Simion Florea Marian din Siret – casa în care a locuit folcloristul Simion Florea Marian între anii 1877-1883.
- Casa Sbierenilor din Siret – fostul sediu al Jandarmeriei austriece. Aici a fost sediul comandamentului Diviziei VIII Infanterie, condusă de generalul român Iacob Zadik, care la 9 noiembrie 1918 a eliberat orașul Siret de sub stăpânire străină.
- Statuia Margaretei Mușat – localizată în extremitatea de nord a Pieței Centrale, lângă Primărie și în scuarul din fața Policlinicii; realizată din piatră în anul 1981 și dezvelită în 1986.
- Parcul Central din Siret – spațiu verde unde se găsesc amplasate busturile lui Lațcu Vodă (1365-1373), Teodor V. Ștefanelli (1849-1920), Mihai Eminescu (1850-1889), Mihai Teliman (1863-1902).
- Cimitirul evreiesc medieval – datează din secolul al XVIII-lea, localizat pe Dealul Horodiște, este al doilea ca mărime din sud-estul Europei.
- Arborele pagodelor din orașul Siret (Ginkgo biloba) – aflat în curtea fabricii de pâine.
- Lacul de acumulare Siret-Rogojești – utilizat pentru recreere și pescuit sportiv.

## Imagini

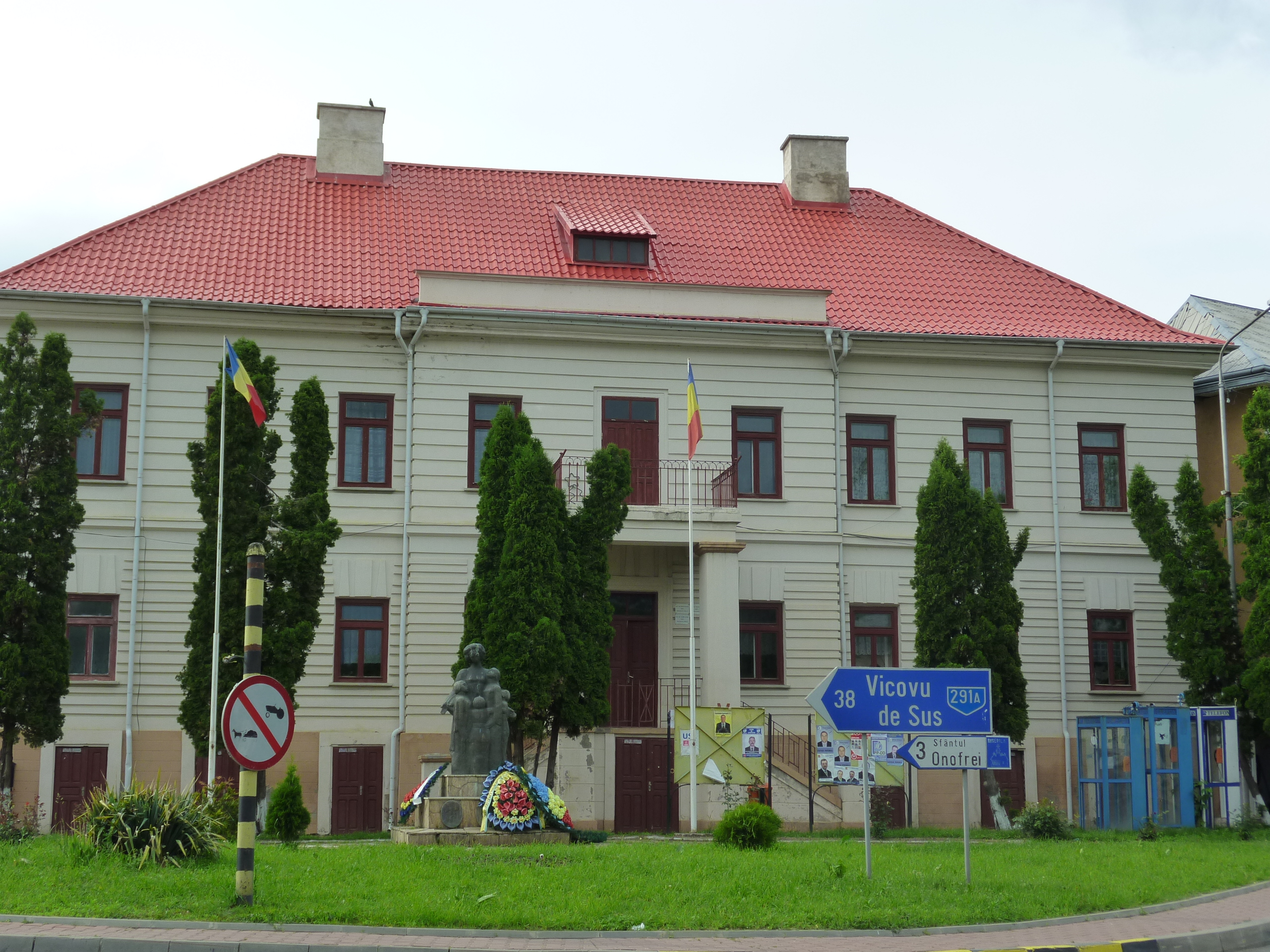
Clădirea fostei primării a orașului, azi sediul BCR-ului
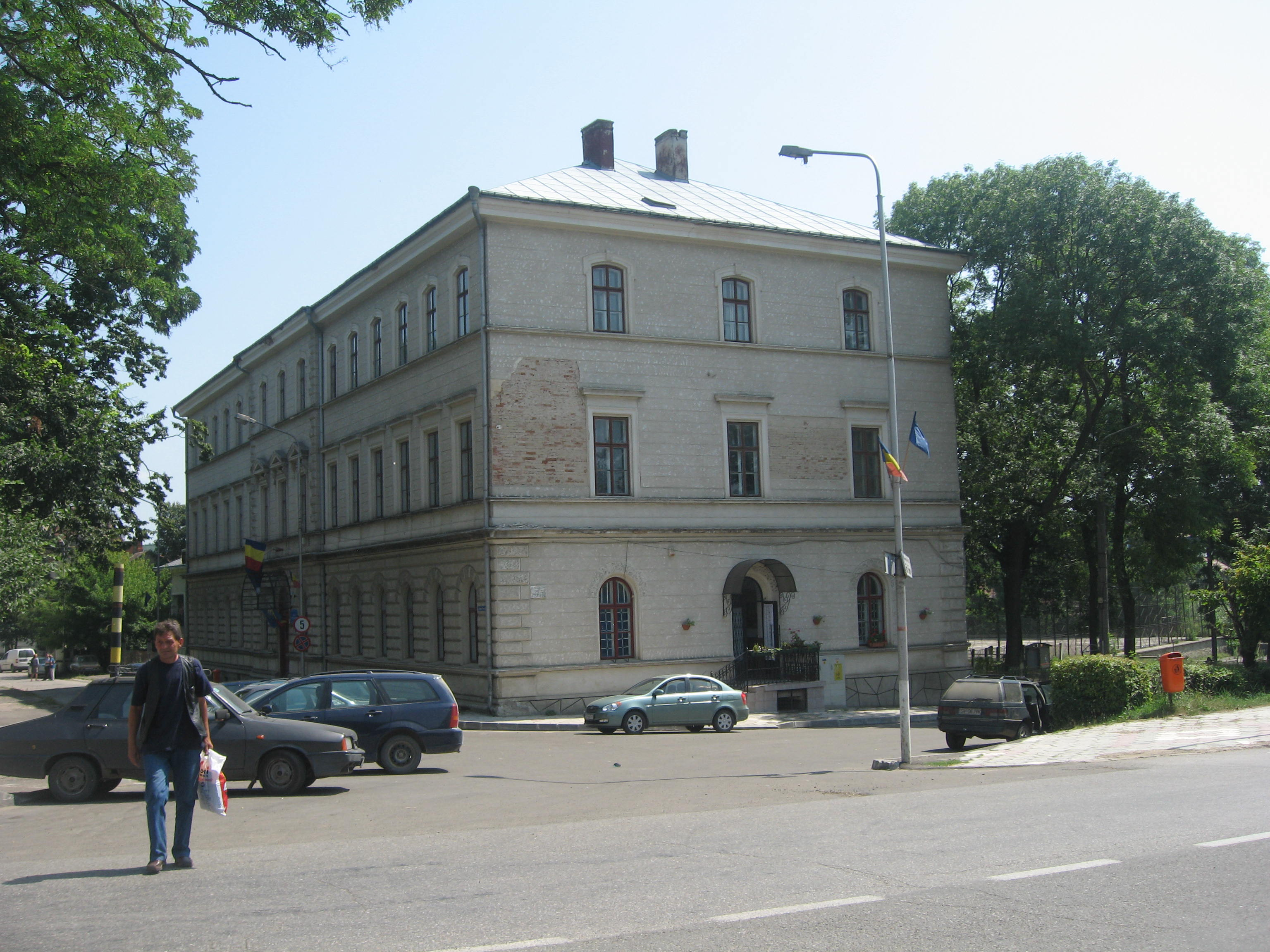
Grupul Școlar „Lațcu Vodă” din Siret
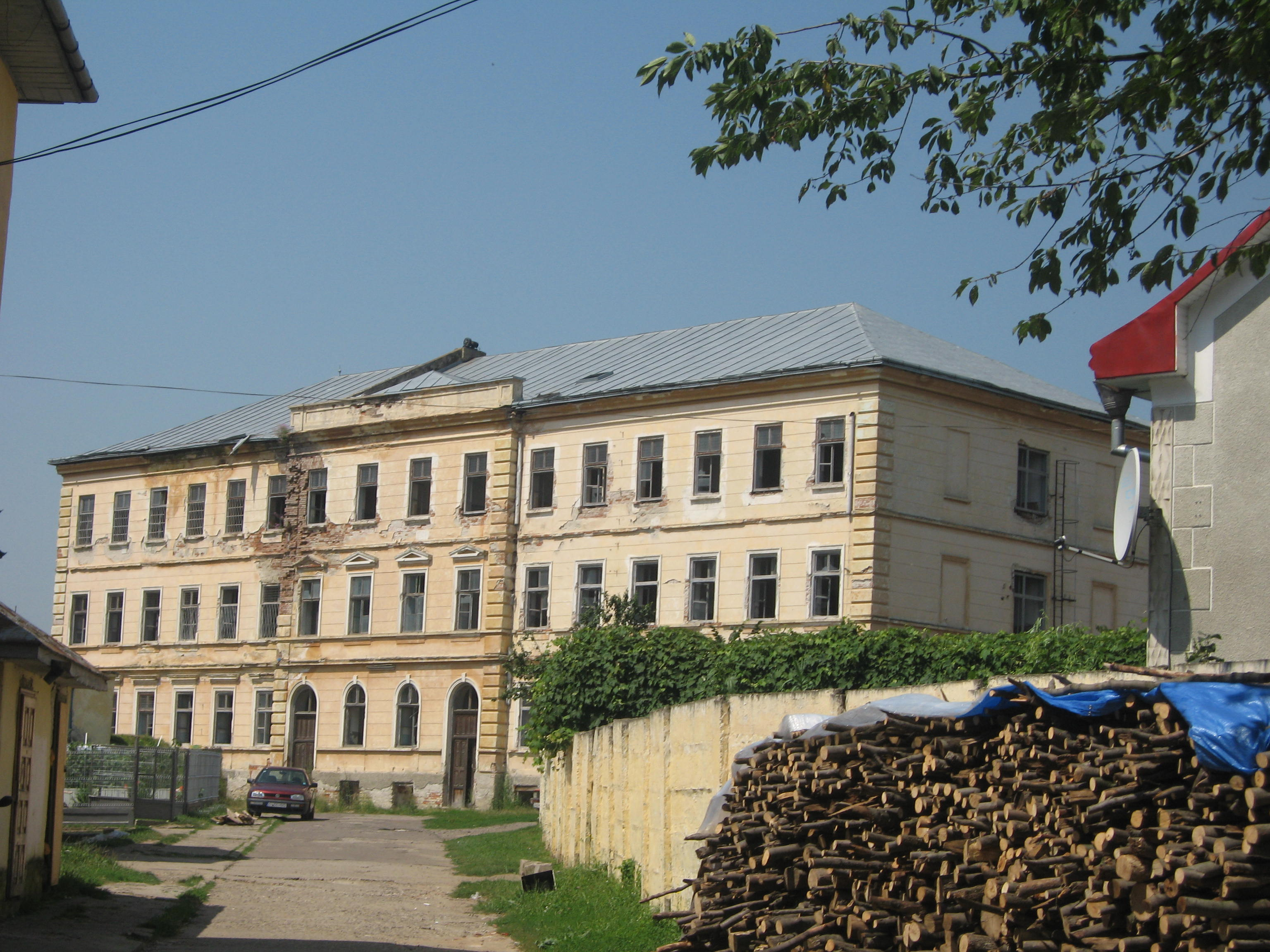
Fostul Spital de Copii Neuropsihici din Siret
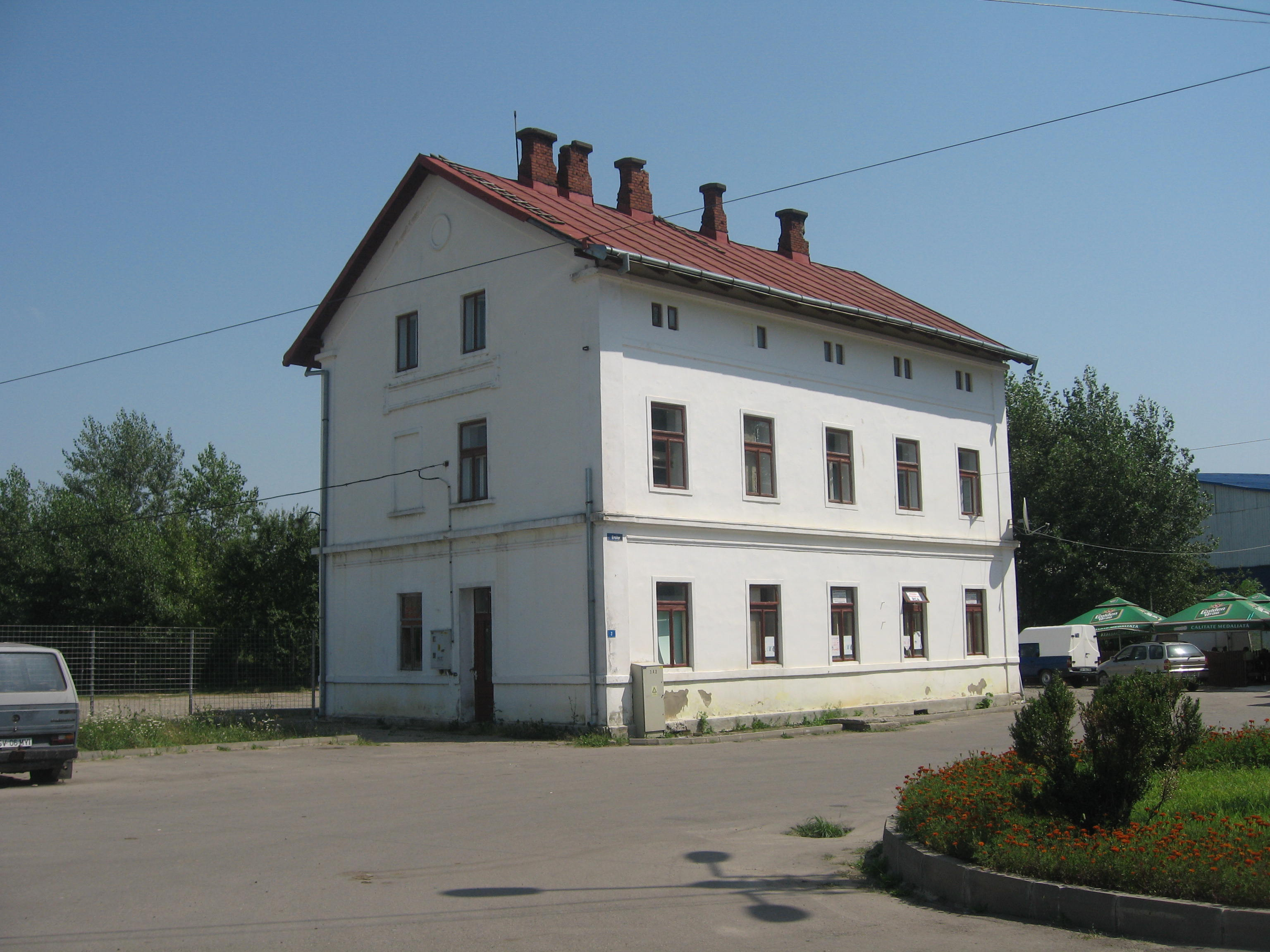
Gara veche din Siret
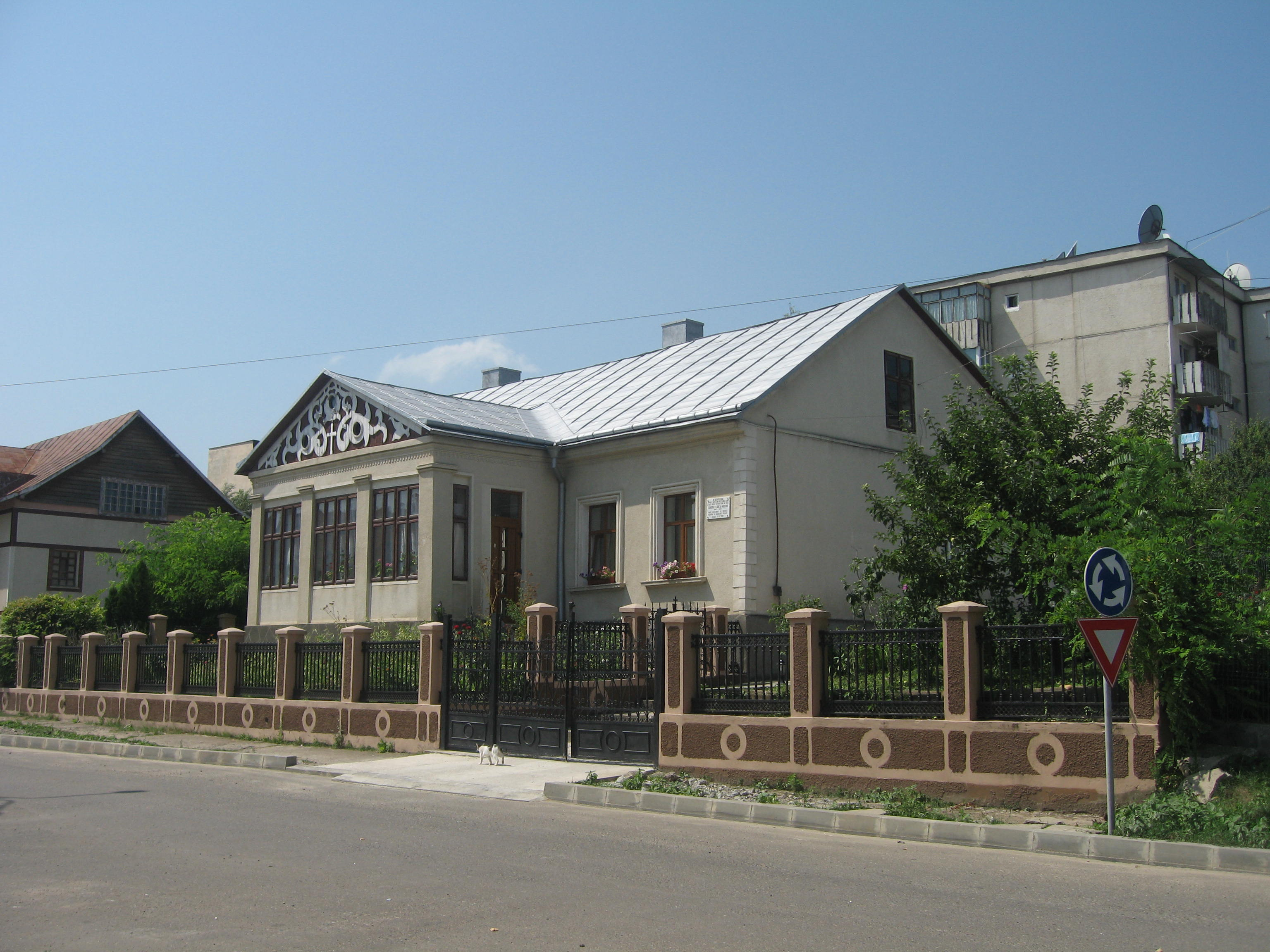
Casa lui Simion Florea Marian din Siret
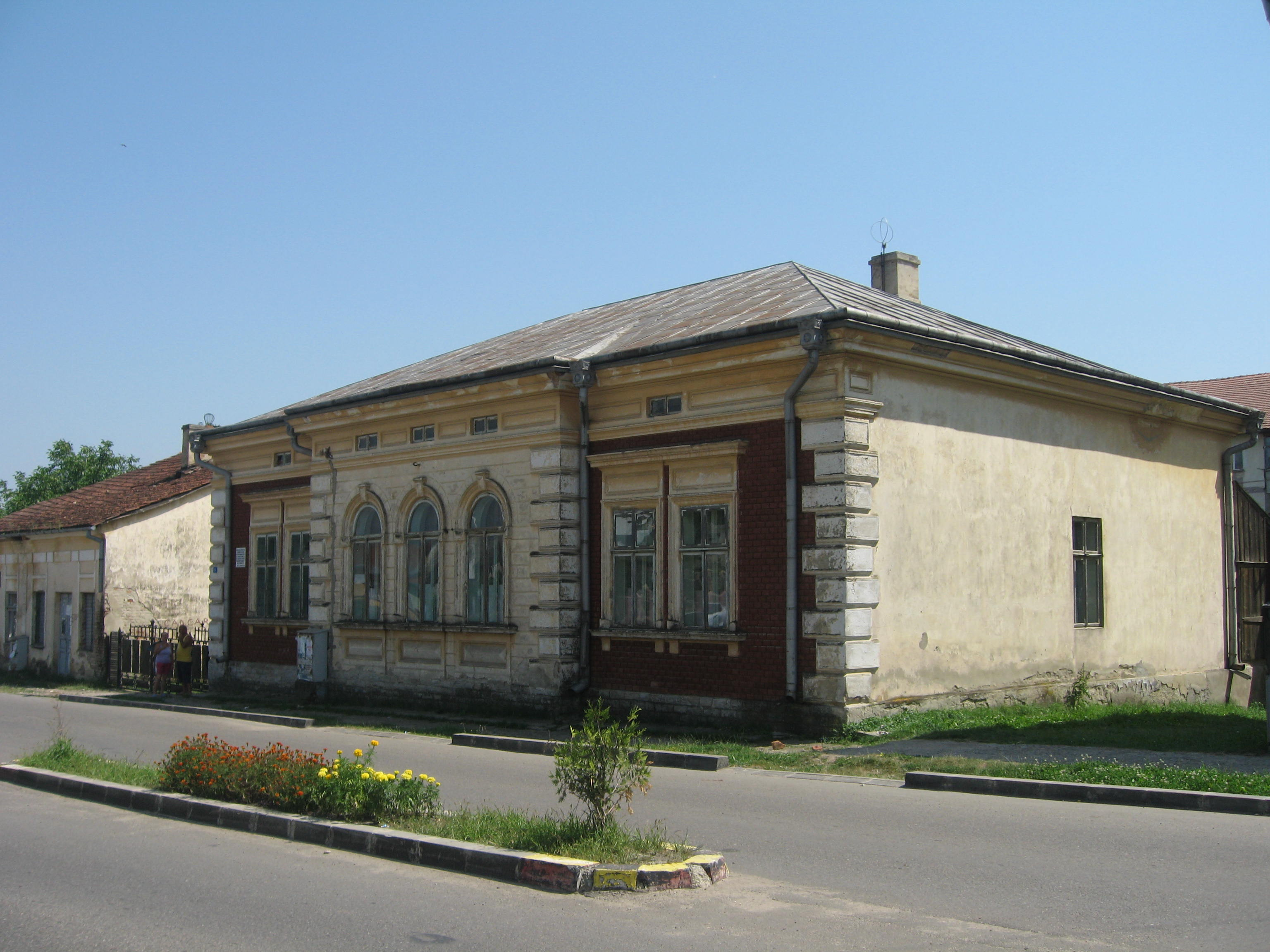
Casa Sbierenilor din Siret
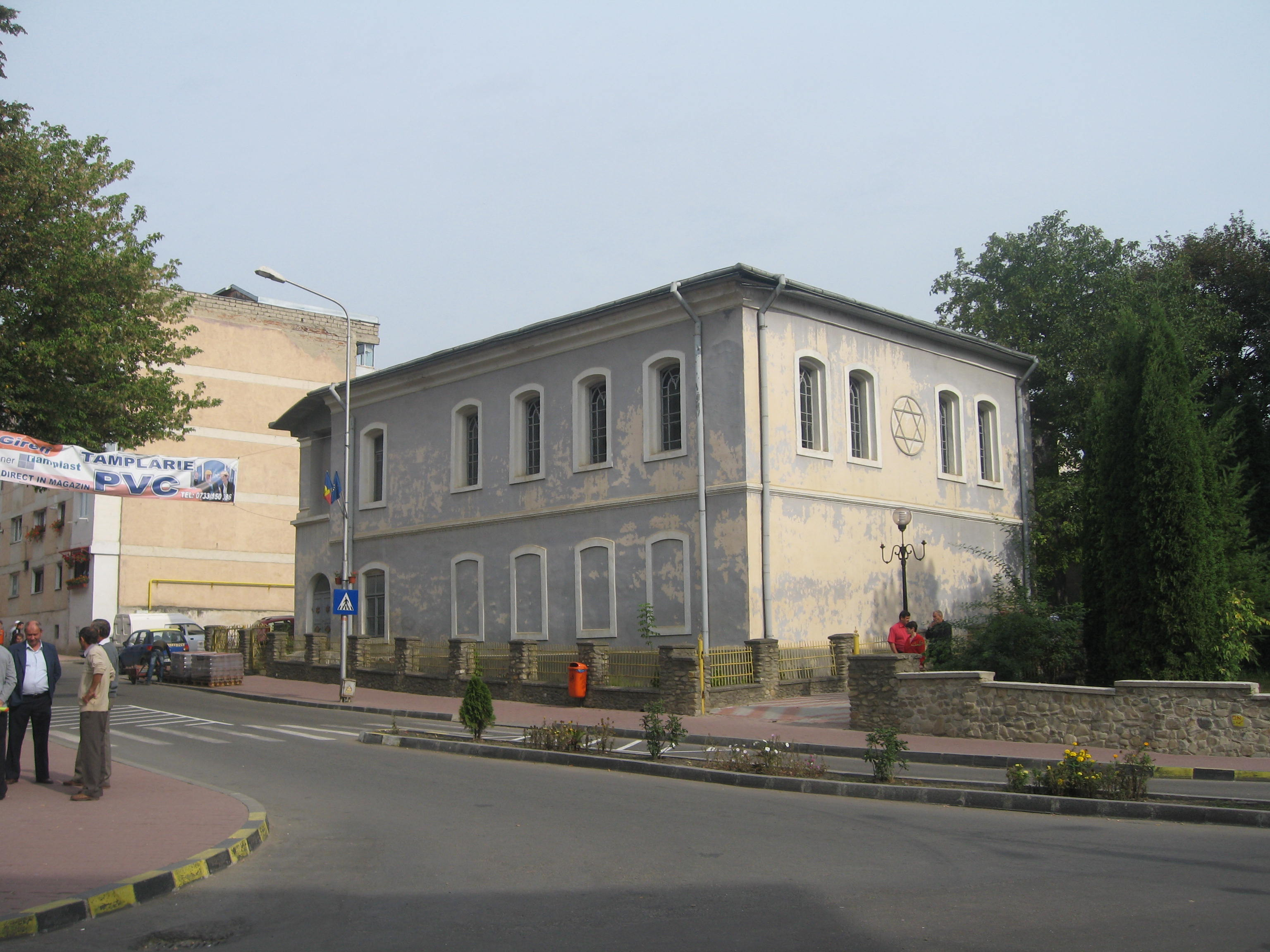
Templul Mare (evreiesc) din Siret
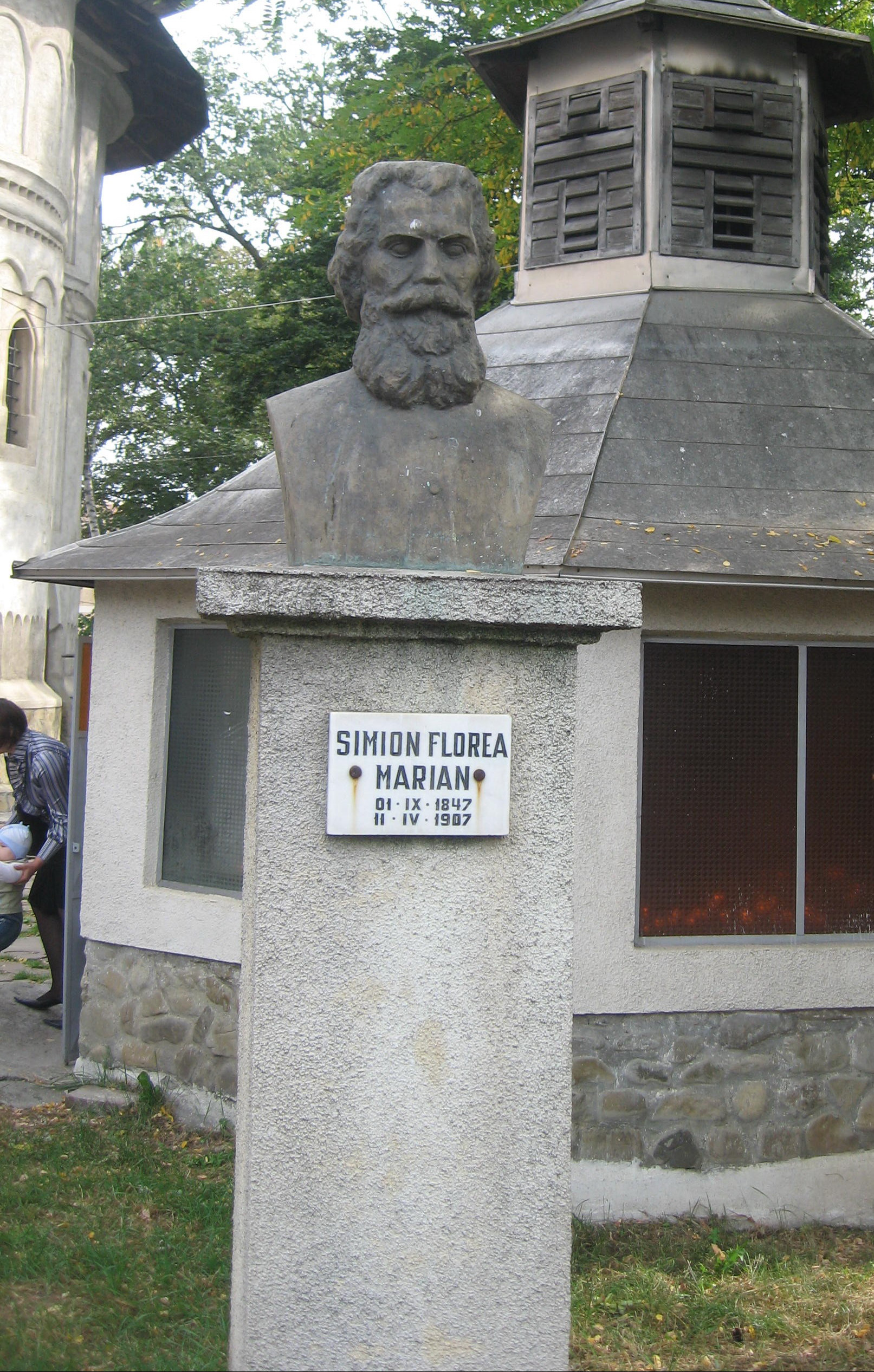
Bustul lui Simion Florea Marian din Siret
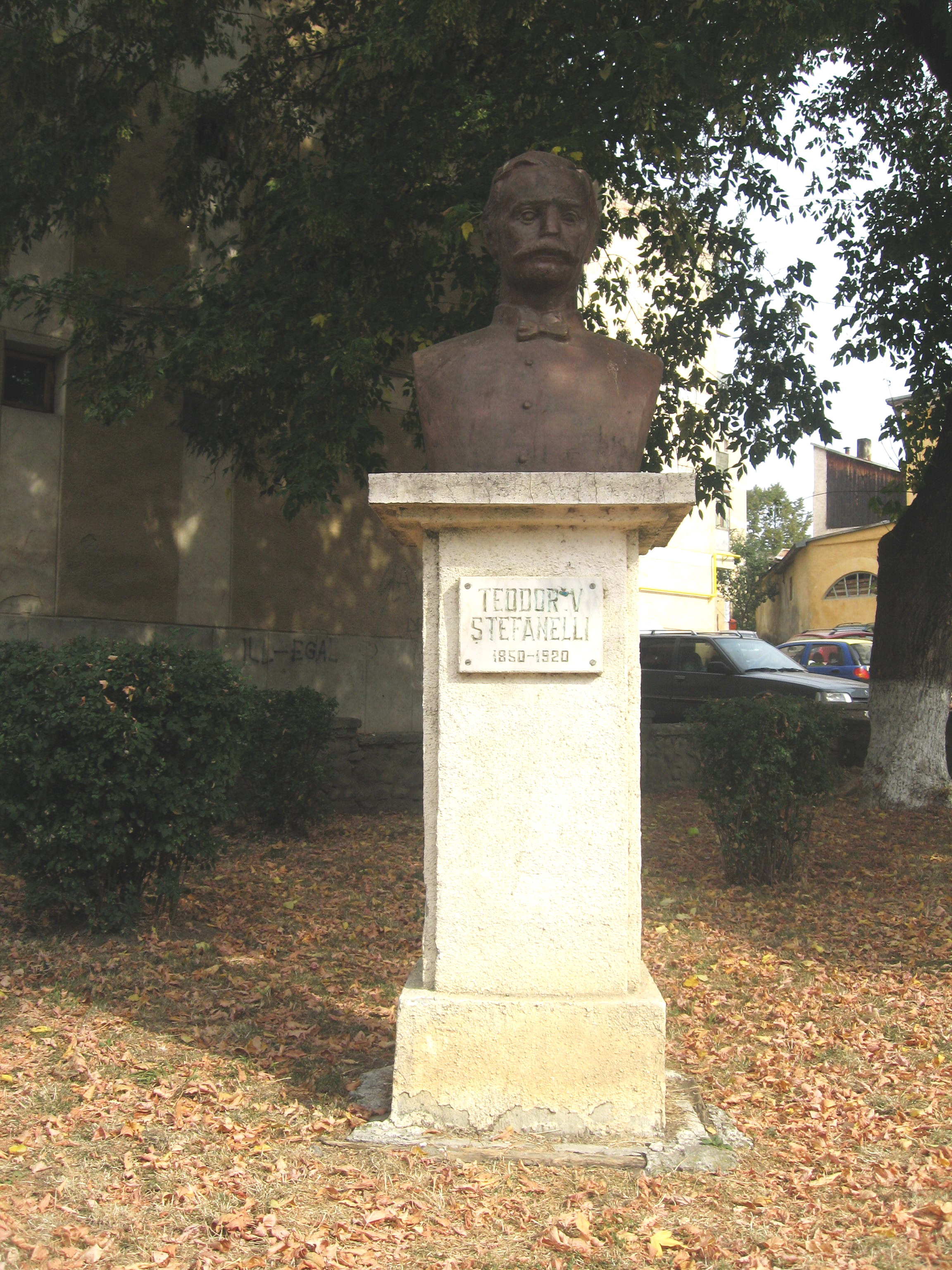
Bustul lui Teodor V. Ștefanelli din Siret
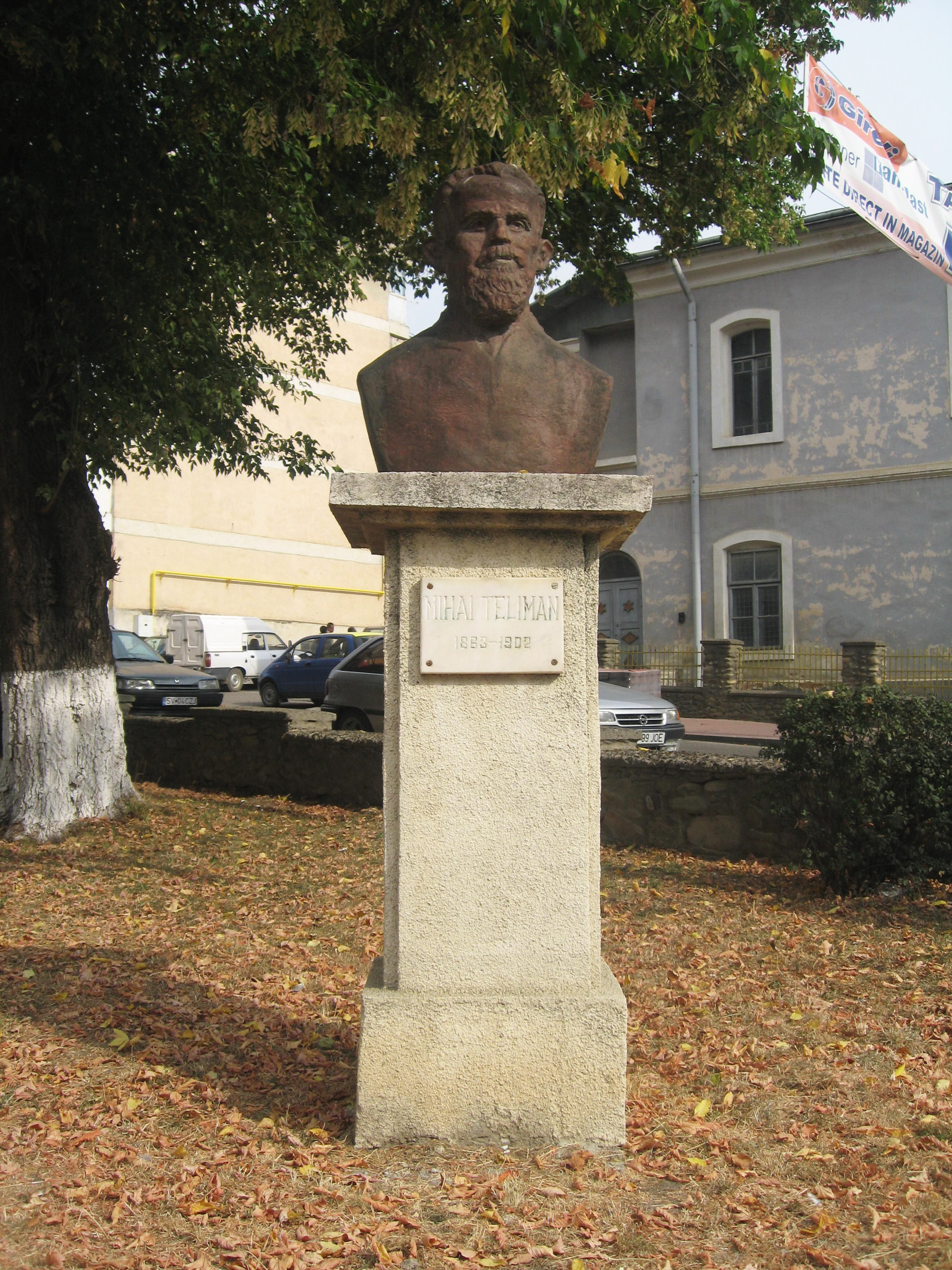
Bustul lui Mihai Teliman din Siret
Bustul lui Mihai Eminescu din Siret
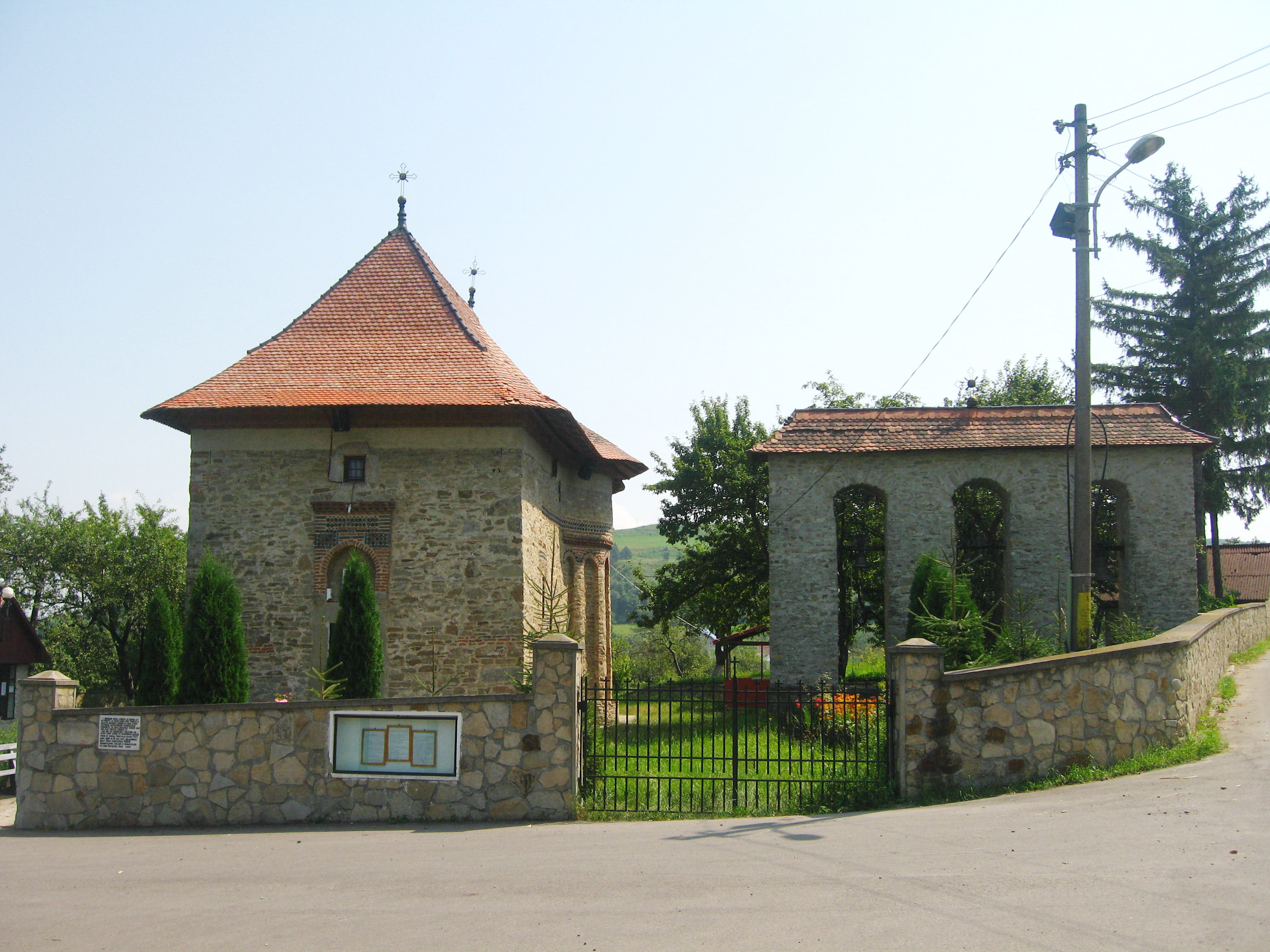
Biserica „Sfânta Treime” din Siret
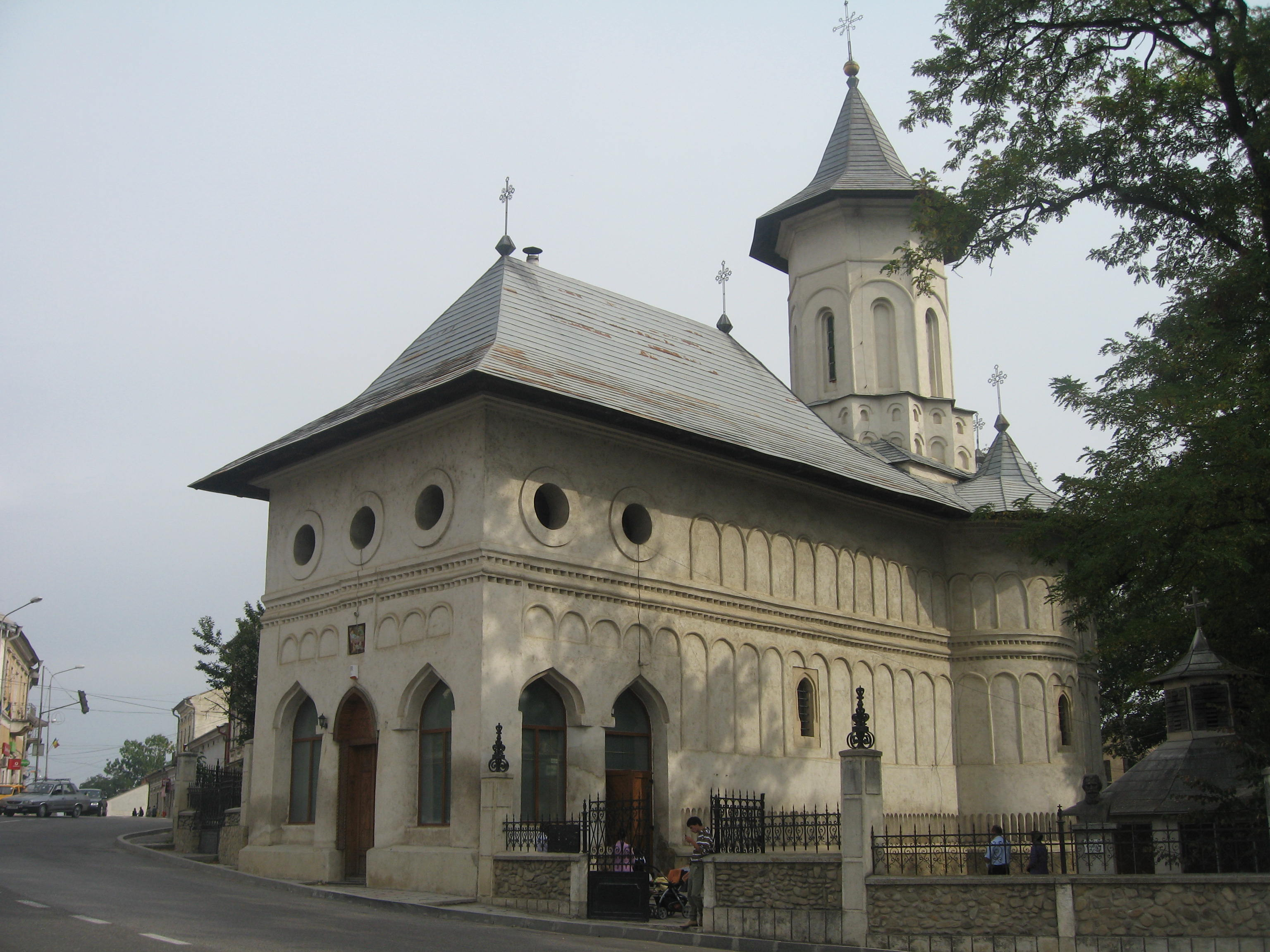
Biserica „Nașterea Sfântului Ioan Botezătorul” din Siret
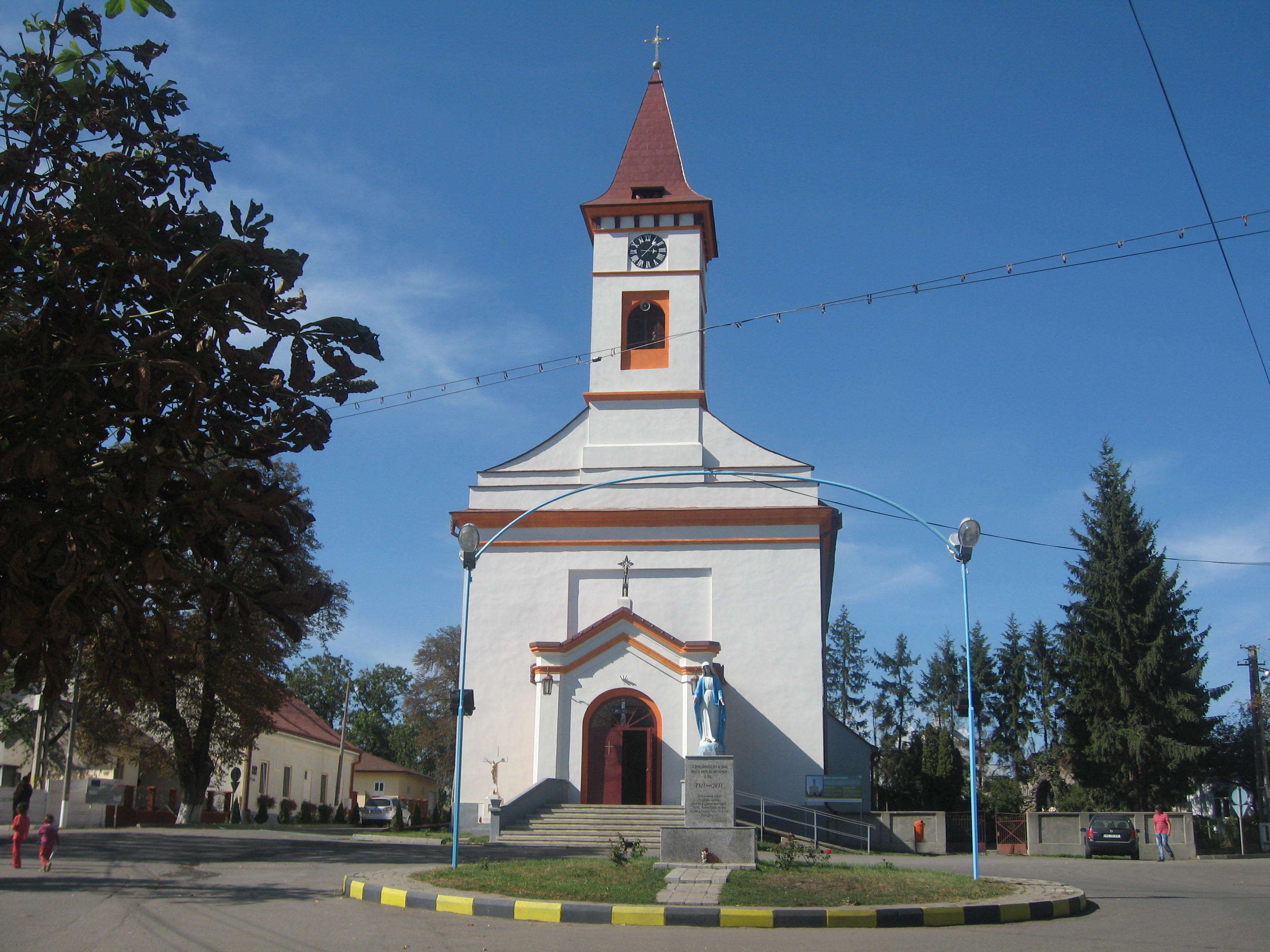
Biserica romano-catolică „Nașterea Sfintei Fecioare Maria” din Siret
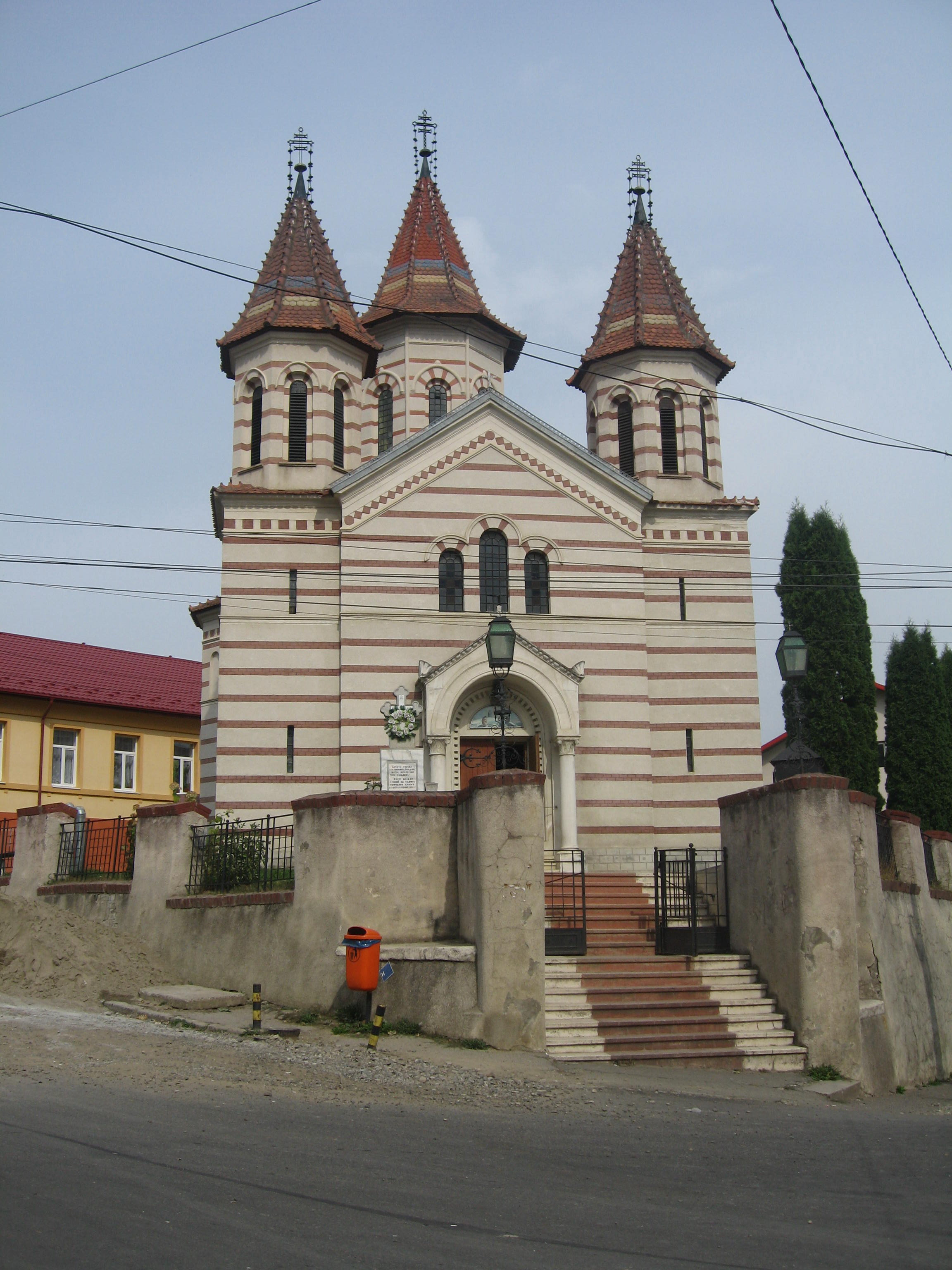
Biserica greco-catolică „Schimbarea la Față” din Siret
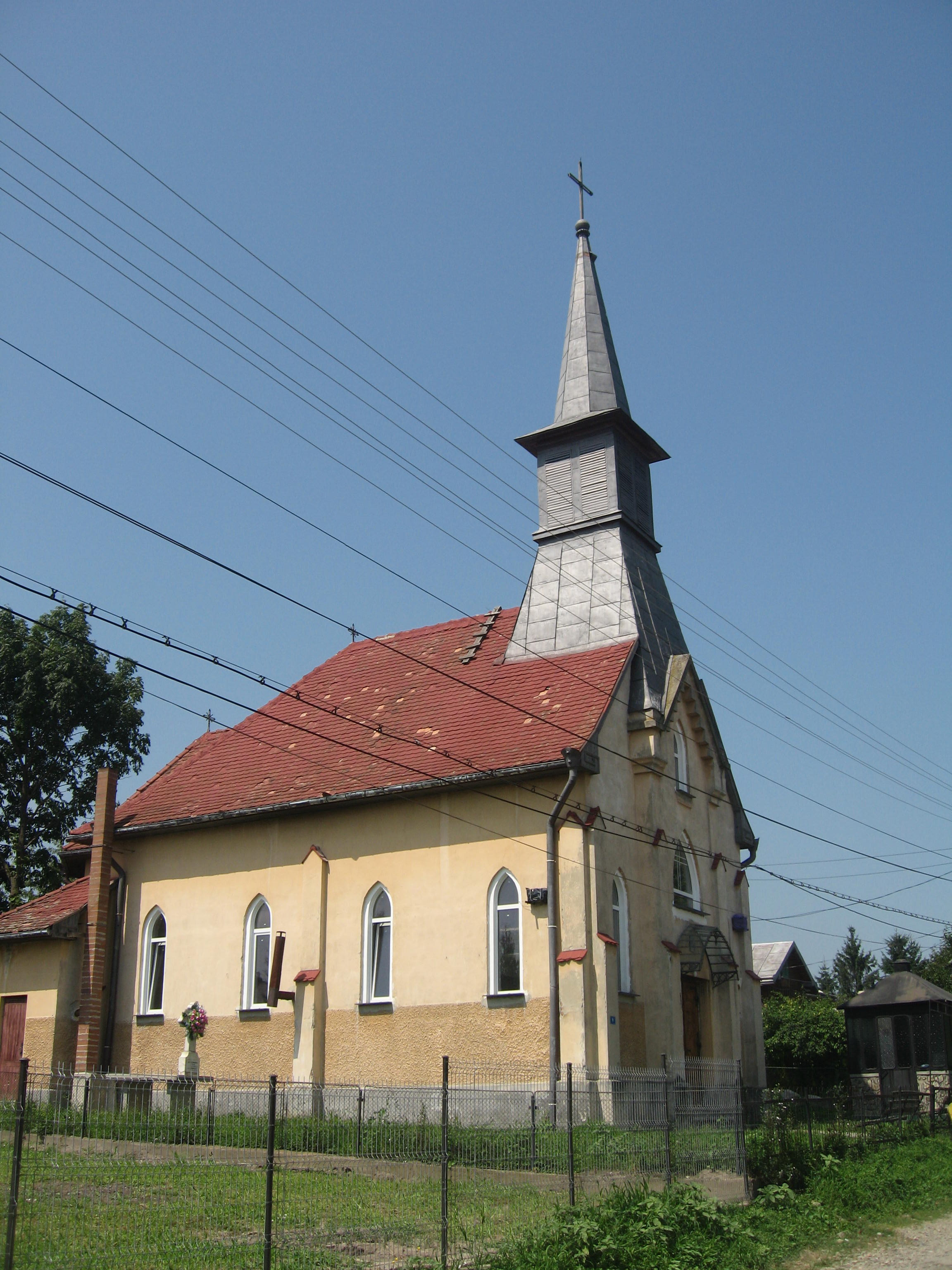
Biserica „Sfinții Împărați Constantin și Elena” din Siret
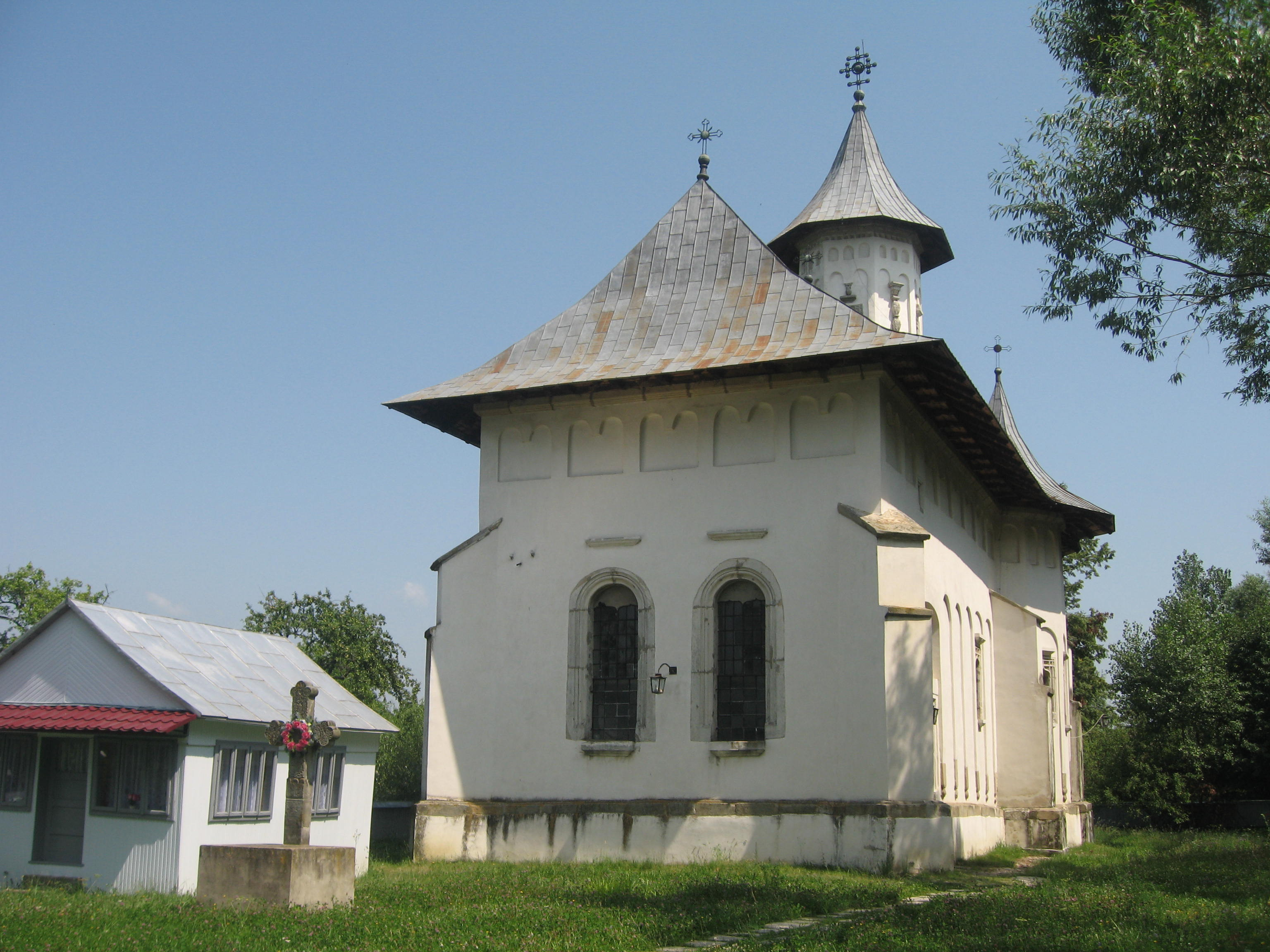
Biserica „Sfântul Onufrie” din Mănăstioara
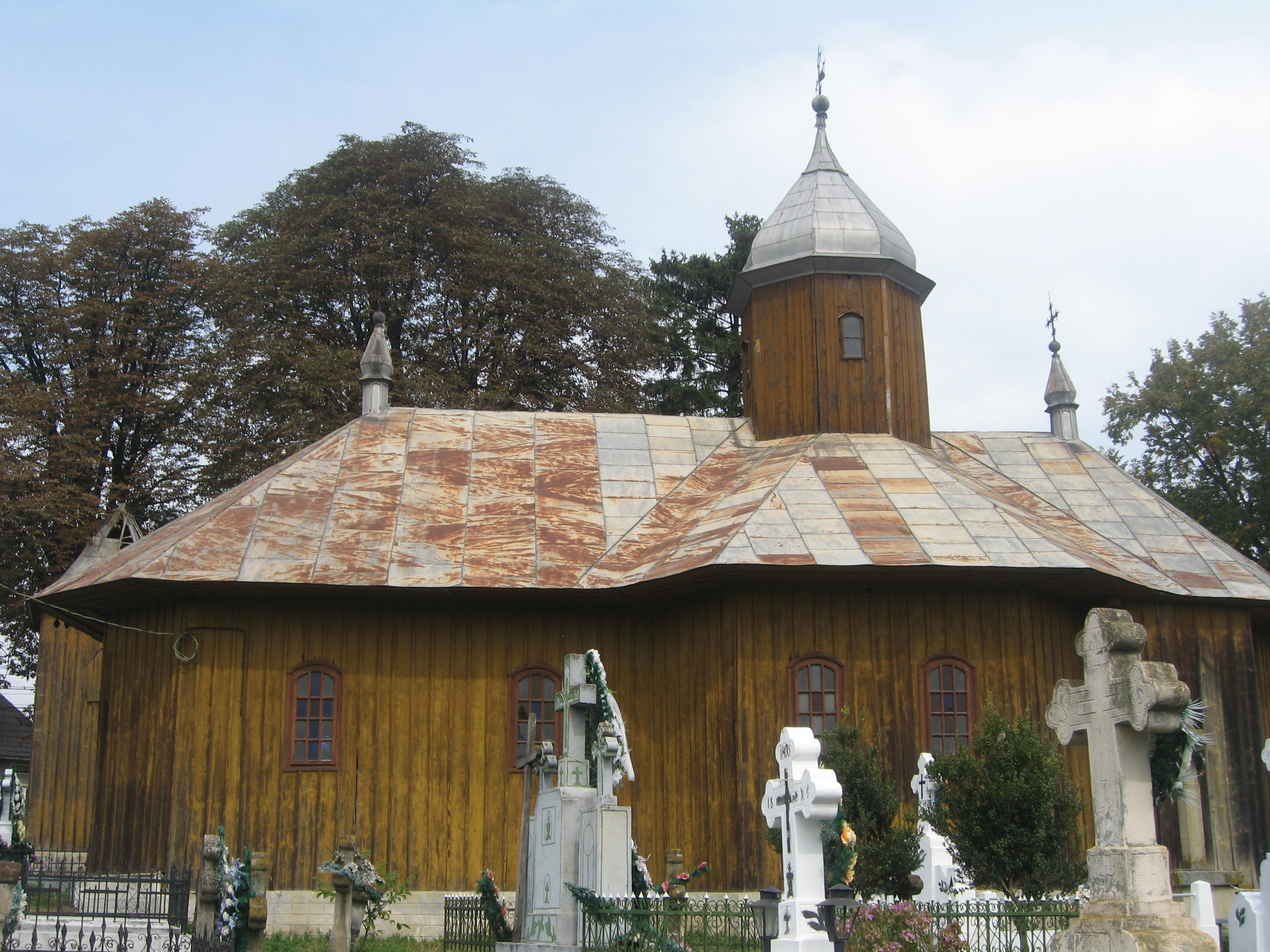
Biserica de lemn „Sfântul Dumitru” din Mănăstioara
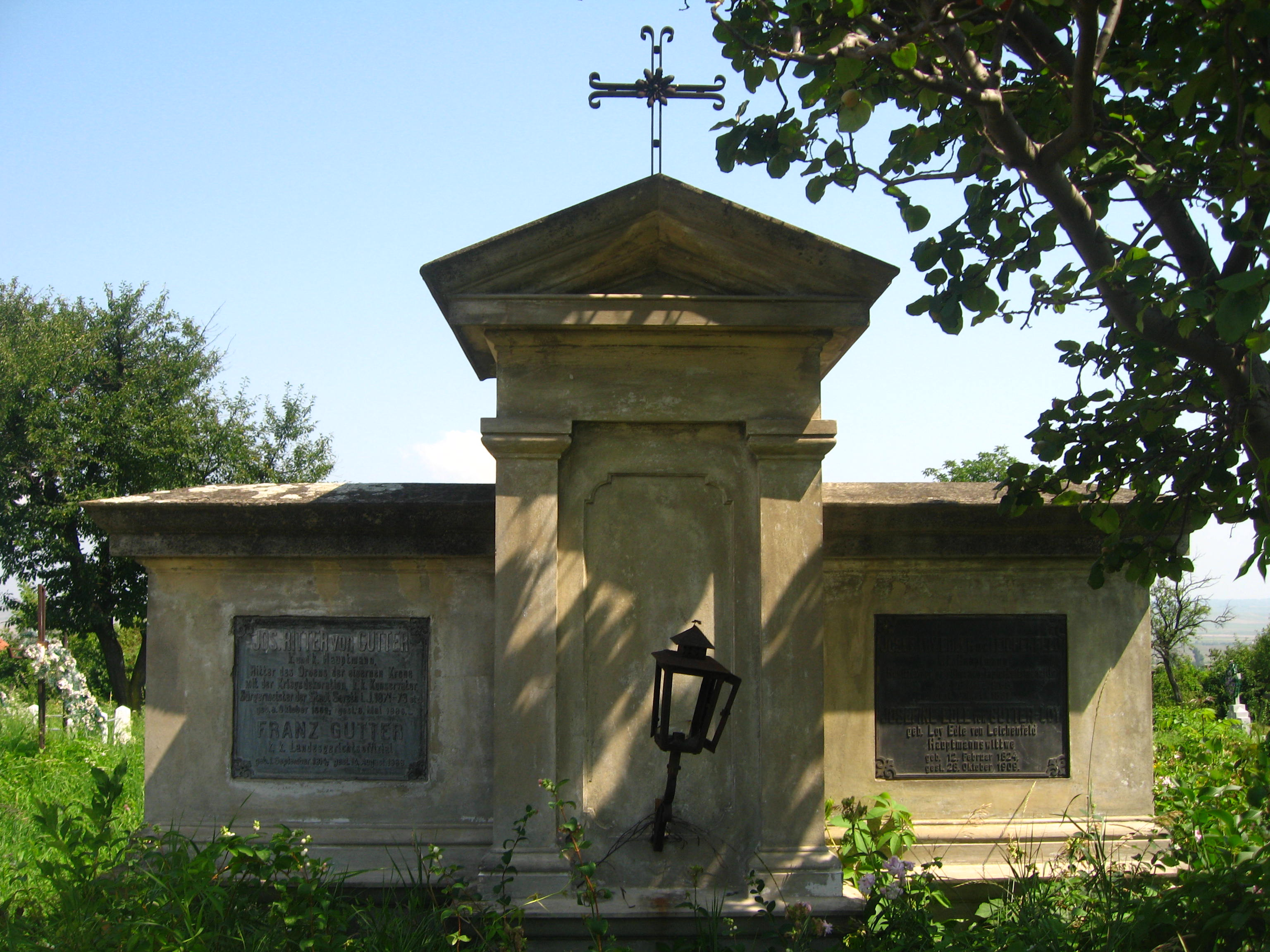
Mormântul căpitanului districtual Joseph von Gutter (1809-1886), fost primar austro-ungar al Siretului (1871-1873)
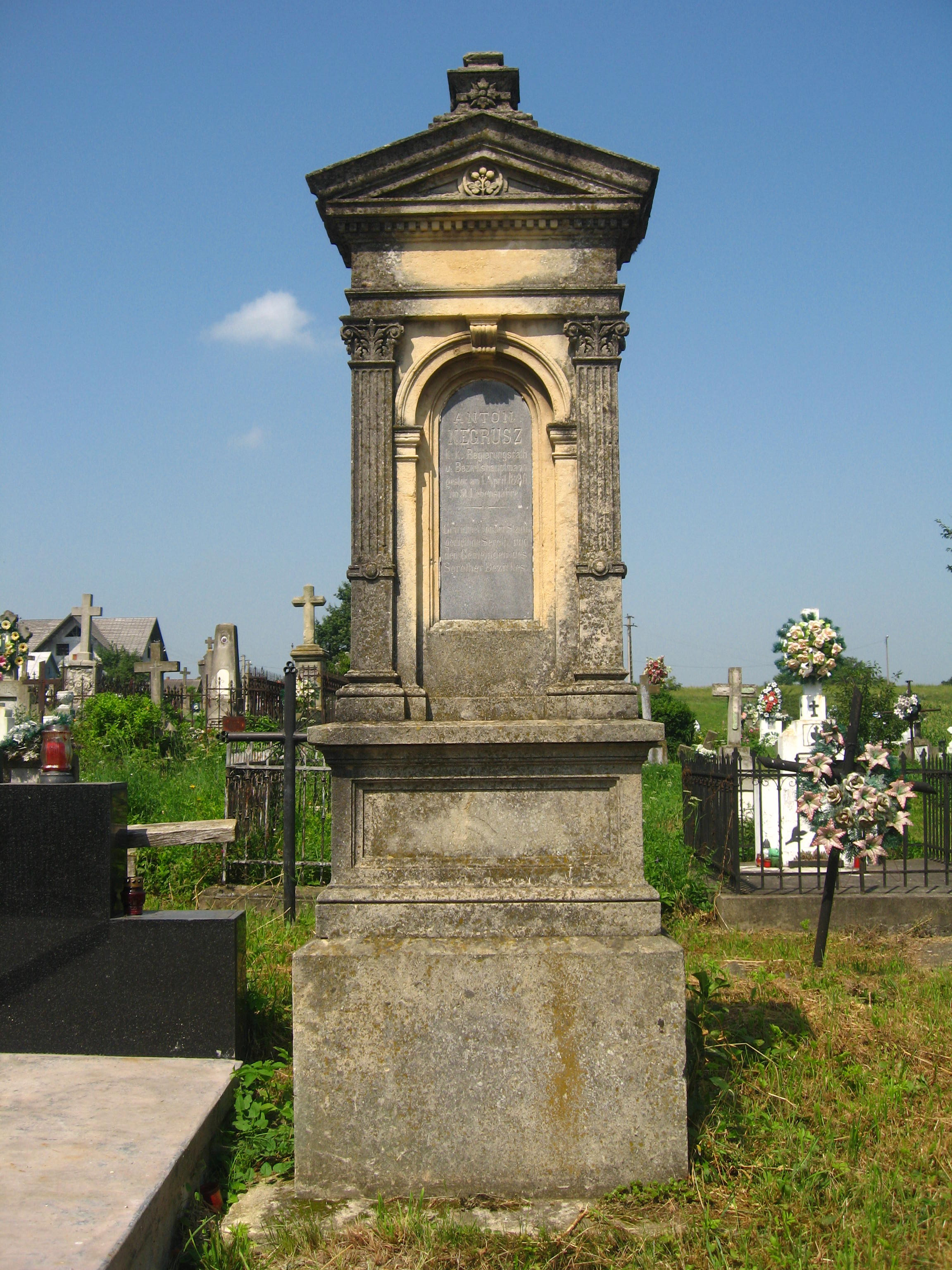
Mormântul căpitanului districtual austro-ungar Anton Negrusz (d. 1886)